# 圓教寺 (姫路市)
圓教寺（円教寺、えんぎょうじ）は、兵庫県姫路市書写にある天台宗の別格本山の寺院。山号は書寫山（書写山）。本尊は釈迦三尊。西国三十三所第27番札所。
宗教法人としての名称は常用漢字体の「円教寺」である。長吏の号は後白河法皇より賜った。
札所本尊真言：おん ばらだ はんどめい うん
ご詠歌：はるばると登れば書寫の山おろし 松のひびきも御法（みのり）なるらん

## 概要

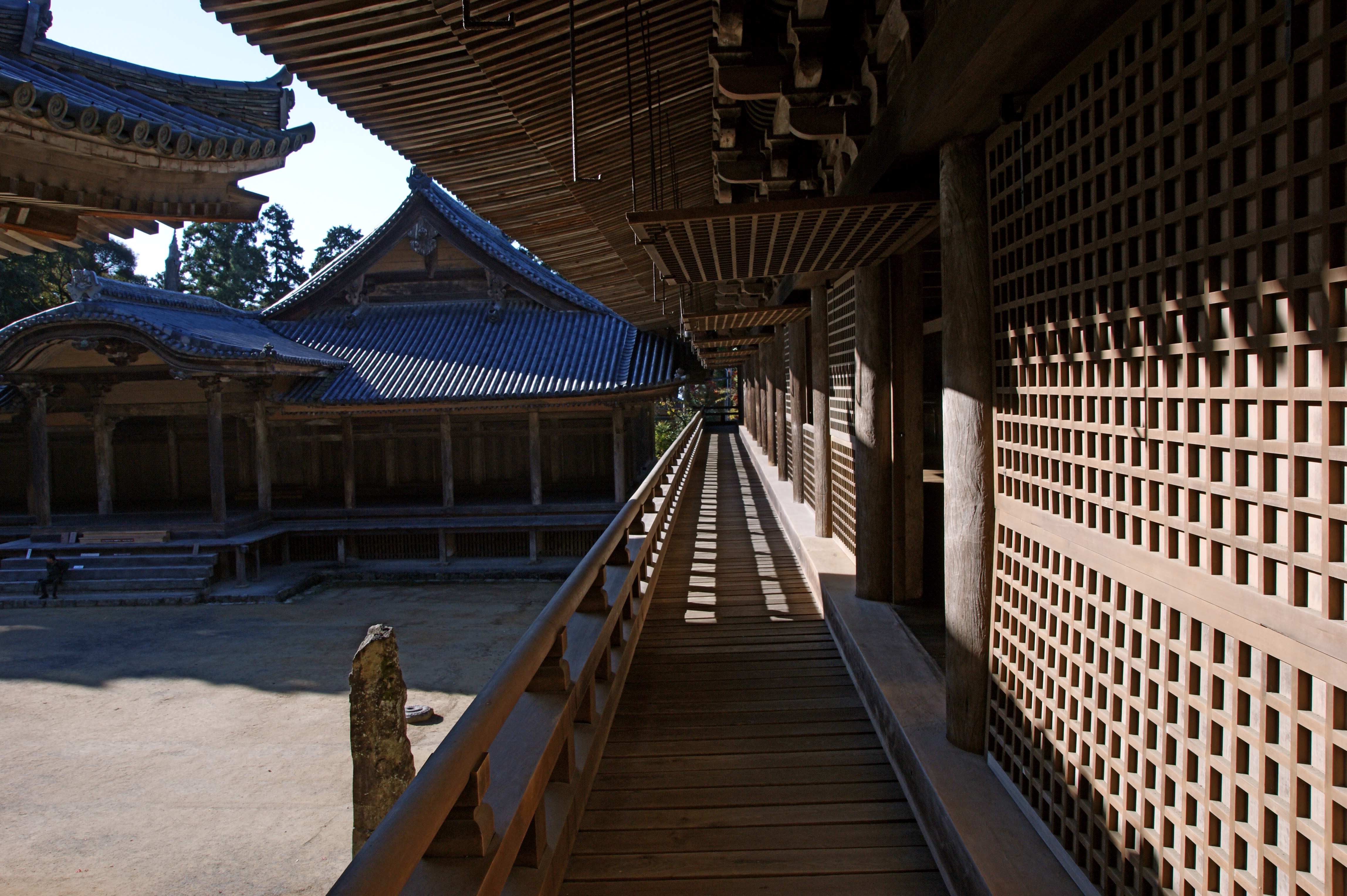
食堂より常行堂を望む

西国三十三所のうち最大規模の寺院であり書写山に位置する。「西の比叡山」と呼ばれるほど寺格は高く、中世には、比叡山、大山とともに天台宗の三大道場と称された巨刹である。京都から遠い土地にありながら、皇族や貴族の信仰も篤く、訪れる天皇、法皇も多かった。
境内は、仁王門から十妙院にかけての「東谷」、摩尼殿（観音堂）を中心とした「中谷」、3つの堂（三之堂）や奥之院のある「西谷」に区分される。伽藍がある標高371mの書写山は、兵庫県指定の書写山鳥獣保護区（特別保護地区）に指定されている。個人の写真撮影について、圓教寺では「ご自身の目で見えるものは自由にお撮りください」と告知されている。
山内には姫路藩本多氏の墓所である本多家廟所があり、そこには本多忠刻に仕え殉死した宮本武蔵の養子・宮本三木之助などの墓もある。室町時代の応永5年（1398年）から明治維新まで女人禁制であったため、女性は東坂参道の入口にある女人堂（現・如意輪寺）に札を納めて帰った。
近年では2003年（平成15年）公開のハリウッド映画『ラスト サムライ』のほか、NHK大河ドラマ『武蔵』（2003年（平成15年））や『源氏物語千年の謎』（2011年（平成23年））、『天地明察』（2012年（平成24年））、NHK大河ドラマ『軍師官兵衛』（2014年（平成26年））、『駆込み女と駆出し男』『黒衣の刺客』（2015年（平成27年））、『本能寺ホテル』『3月のライオン』『関ヶ原』（2017年（平成29年））、『G.I.ジョー：漆黒のスネークアイズ』（2021年（令和3年））のロケ地になった。

## 歴史
当寺は、康保3年（966年）に性空によって書写山の山上に創建されたと伝えられる。当地は、もともと素盞嗚命が山頂に降り立ち一宿したという故事により、「素盞ノ杣」といわれており、性空入山以前よりこの地に祠が祀られていたといわれる。山号の由来はこの「素盞（すさ）」からのものといわれている。この地は姫路市と合併する以前は飾磨郡曽左村と呼ばれていたが、この「曽左（そさ）」も素盞に由来するという。創建当初は「書写寺」と称した。仏説において書写山とは、釈迦如来によって霊鷲山の一握の土で作られたと伝えられる。「書写山（書寫山）」の字が当てられたのは、その山がまさに霊鷲山を「書き写した」ように似ることによるといわれる。また、山上の僧が一心に経典を書写する姿に、山麓の人たちが崇敬をもって称したとも伝えられている。
性空の生年については、延喜3年（903年）説、延喜10年（910年）説、延長6年（928年）説があるが、『性空上人伝記遺続集』（三千院所有、重要文化財）によれば、性空は延喜10年（910年）の生まれで、貴族の橘氏の出身であったという。性空は出家した時すでに36歳であり、それから約20年間、霧島山、脊振山など九州で修行を積んだ後に霊地を求める旅に出た。そして、康保3年（966年）の57歳の時、書写山に庵を結んだのが書写寺の始まりであるとされている。入山して4年目の天禄元年（970年）に天人が書写山内の桜の霊木を賛嘆礼拝するのを見た性空が、弟子の安鎮に命じて生木の桜に如意輪観音の像を刻みその崖に3間四方の堂を建てた。これが如意輪堂（現・摩尼殿）の創建であるという。
性空の伝記や説話は『性空上人伝記遺続集』のほか、『元亨釈書』、『今昔物語集』などにも見られる。それらによると、性空は俗事を厭い栄華や名声に関心がなかったが、都の皇族や貴顕の崇拝が篤かったという。なかでも性空に対する尊崇の念が強かった花山法皇は、寛和2年（986年）に来山して当寺に圓教寺の勅号を与えると、米100石を寄進した。これによって当寺は寺名を圓教寺に改め、性空はこの寄進をもとに講堂（現・大講堂）を建立したとされる。花山法皇以外にも、後白河法皇や後醍醐天皇など多くの皇族が行幸、また勅願により建物の改築・改修、建立が行われている。
花山法皇勅願の「円教」という寺号には、輪円具足を教えるという意味がある。円の形（輪円）は欠けたところがなく、徳において最も成就した状態を象徴していることから自己を完成する道を教える寺の意となる。
武蔵坊弁慶は一時期書写山で修行したとされており、机などゆかりの品も伝えられ公開されているが、史実である確証はない。一遍、一向俊聖、国阿らの時衆聖らが参詣したことでも知られる。一遍は入寂直前に書写山の僧に聖教を預けた。
天正6年（1578年）に織田信長より中国地方征伐を命じられた羽柴秀吉が、播磨国に侵攻した際に当寺に乱入した。そして、摩尼殿の本尊である如意輪観音像などを近江国の長浜に持ち帰ってしまった。秀吉の乱入までは2万7千石の寺領を誇り守護使不入であり、天台三大道場として栄えていた当寺であるが、秀吉により寺領は500石とされ、寺の力は落ちた。
その後、天正8年（1580年）に長浜に持っていかれた如意輪観音像だけが返還された。この摩尼殿の本尊は、性空の如意輪観音像と同木同作の如意輪観音像であった。性空の生木如意輪観音像は延徳4年（1492年）の真言堂からの火災により、蓮鏡院、如意輪堂とともに焼失している。
摩尼殿は1921年（大正10年）12月に焼失したが、1933年（昭和8年）に再建された。
第140世長吏は、2021年（令和3年）11月22日第257世森川宏映天台座主遷化にともない、第258世天台座主に上任した。
| 世          | 法名     | 備考 |
| ----------- | -------- | --- |
| 開祖        | 性空     | |
| 第1世執行   | 延照     | 性空上人が彌勒寺に隠棲されてから山上の寺務一切を取り仕切った。上人遷化後院宣により第1世となる |
| 第2世行事   | 祚慶     | |
| 第3世行事   | 慶等     | |
| 第4世行事   | 住圓     | |
| 第5世行事   | 蔵圓     | |
| 第6世行事   | 兼範     | |
| 第7世行事   | 泉豪     | |
| 第8世行事   | 院厳     | |
| 第9世行事   | 慶秀     | |
| 第10世行事  | 行禅     | |
| 第11世行事  | 圓舜     | |
| 第12世行事  | 慶智     | |
| 第13世行事  | 暹真     | |
| 第14世行事  | 顗玄     | |
| 第15世行事  | 玄祐     | |
| 第16世行事  | 善豪     | |
| 第17世行事  | 静暹     | |
| 第18世行事  | 辨賀     | 後白河法皇行幸、以後の一和尚を長吏と号すべき勅定あり |
| 第19世長吏  | 慶兼     | |
| 第20世長吏  | 良厳     | |
| 第21世長吏  | 賢澄     | |
| 第22世長吏  | 覺西     | |
| 第23世長吏  | 長暁     | |
| 第24世長吏  | 教賢     | |
| 第25世長吏  | 覺渕     | |
| 第26世長吏  | 性禅     | |
| 第27世長吏  | 信覺     | |
| 第28世長吏  | 俊海     | |
| 第29世長吏  | 賢忠     | |
| 第30世長吏  | 順西     | |
| 第31世長吏  | 實心     | 顯学無双の人なり |
| 第32世長吏  | 寛昌     | 葉上僧正の資、当山真言の法流これなり。当山の本願講式、和讃等みなこの人の作なり。三水ばかりの字を以て雨乞い願文を書き、たちまちに雨を降らせた |
| 第33世長吏  | 静真     | |
| 第34世長吏  | 俊源     | 毘沙門の法を成就す。五重塔、諸堂、食堂を造り替え、飾西郡余部庄を如法経料として寄付せらる。金泥の大般若経を書き写す。四至の内、狩猟禁断御判を調申す。公家、武家の御子息大勢が弟子なり |
| 第35世長吏  | 覺弼     | |
| 第36世長吏  | 宗賢     | |
| 第37世長吏  | 源仲     | |
| 第38世長吏  | 静真     | |
| 第39世長吏  | 慶舜     | |
| 第40世長吏  | 密真     | |
| 第41世長吏  | 覺秀     | 読経二万余部なり |
| 第42世長吏  | 實印     | 読経四万余部。正応年中84歳にて遷化、そのとき神力品の得見恒沙佛の句にて息止まる。40歳以降籠山不断読誦の人 |
| 第43世長吏  | 行快     | |
| 第44世長吏  | 静快     | 密修達者の人、灌頂執行さる |
| 第45世長吏  | 頼渕     | 顯学の人 |
| 第46世長吏  | 朝豪     | 顯学の人。手跡声明の達者なり。誦経不断の名匠たり |
| 第47世長吏  | 長快     | |
| 第48世長吏  | 覺舜     | |
| 第49世長吏  | 湛秀     | 採草汲水して熊野山に一千日参籠す |
| 第50世長吏  | 實源     | 随分有力福分の人なり |
| 第51世長吏  | 俊盛     | |
| 第52世長吏  | 覺入     | |
| 第53世長吏  | 永弼     | 顯学の人なり |
| 第54世長吏  | 朝光     | |
| 第55世長吏  | 栄豪     | |
| 第56世長吏  | 良意     | |
| 第57世長吏  | 定豪     | |
| 第58世長吏  | 乗明     | 後醍醐天皇御幸、御幸記を草す。安室の郷をご寄付有り。心操柔かき人、無我を以て躰とせし故なるか |
| 第59世長吏  | 行春     | |
| 第60世長吏  | 禎圓     | |
| 第61世長吏  | 増辨     | |
| 第62世長吏  | 實祐     | |
| 第63世長吏  | 幸尊     | 修験能読の人。一両日の後長吏を辞す |
| 第64世長吏  | 快意     | 能読、俗諦、円備の人なり。元徳3年3月5日午後二時、五重塔、講堂、食堂、常行堂、経堂、雷火により焼失。再造の勧進のために私財100石、後に350貫文出す。顯密兼学、治山16年。永和3年4月22日95歳で遷化 |
| 第65世長吏  | 良宣     | 顯密兼学、灌頂数度。治山3年。康暦元年正月晦日遷化 |
| 第66世長吏  | 良琛     | 顯密兼学修験奇特の人なり。大黒の像2200体を造り、諸人に賦ぐ。長吏の位6ヶ月。2月5日81歳で遷化 |
| 第67世長吏  | 真慶     | 大学頭なり |
| 第68世長吏  | 賢雅     | 顯密兼学、横笛は山井判官景光の弟子なり。治山6年に至る。至徳4年2月2日86歳遷化 |
| 第69世長吏  | 豪慶     | 延年狂言に若くして奥義に達す |
| 第70世長吏  | 圓朝     | 能にすぐれ他山の師範なり。応永元年12月2日80歳遷化 |
| 第71世長吏  | 経豪     | 奥州にて修学なり。当山での学頭22年に及ぶ。応永2年6月4日84歳遷化 |
| 第72世長吏  | 慈祐     | 生所通宝寺にて顯密兼学の人 |
| 第73世長吏  | 昌珍     | 花洛の人、密学なり |
| 第74世長吏  | 明賢     | 備後国の人なり唯兼学の人 |
| 第75世長吏  | 昭海     | 増位山にて出家し、20年を経て当山加わる。顯密兼学、治山9年 |
| 第76世長吏  | 貞全     | 寺務正直、密修の人。治山3年、81歳遷化 |
| 第77世長吏  | 猷憲     | 顯密兼学、治山7年。応永20年9月5日81歳遷化 |
| 第78世長吏  | 賢祐     | 密学有験の人 |
| 第79世長吏  | 行誉     | 顯密兼学の人、3月19日遷化 |
| 第80世長吏  | 静舜     | 顯密兼学、灌頂5ヶ度の大阿闍梨なり |
| 第81世長吏  | 静宴     | 顯密兼学の人なり |
| 第82世長吏  | 承俊     | 顯密兼学の人なり |
| 第83世長吏  | 宗吽     | |
| 第84世長吏  | 長盛     | 福井庄の人唯密云々 |
| 第85世長吏  | 慶舜     | |
| 第86世長吏  | 春永     | |
| 第87世長吏  | 盛舜     | |
| 第88世長吏  | 鎮算     | |
| 第89世長吏  | 豪盛     | |
| 第90世長吏  | 盛順     | |
| 第91世長吏  | 快盛     | 学頭8ヶ年灌頂8回、坂本に於いて老婆に善を為す |
| 第92世長吏  | 慶算     | |
| 第93世長吏  | 長信     | |
| 第94世長吏  | 承順     | 唯密持経者近来能読云々。延徳元年より明応9年4月4日遷化まで治山13年 |
| 第95世長吏  | 祐意     | 文亀元年より永正5年9月15日遷化まで治山8年 |
| 第96世長吏  | 秀春     | 音曲持経者、永正5年10月より9年3月13日遷化まで治山5年 |
| 第97世長吏  | 政盛     | 永正9年卯月より13年10月16日、95歳遷化 |
| 第98世長吏  | 幸信     | |
| 第99世長吏  | 快永     | |
| 第100世長吏 | 快仙     | 真言の中興開山なり。灌頂3度。治山13年、天文6年7月4日臨終正念往生極楽云々 |
| 第101世長吏 | 静賀     | |
| 第102世長吏 | 賢重     | 唯密灌頂阿闍梨1000度。治山10年。天文22年3月13日満90歳で往生 |
| 第103世長吏 | 快圓     | 永禄9年8月11日85歳遷化、治山14年 |
| 第104世長吏 | 春源僧正 | 天正6年3月2日羽柴筑前守秀吉公陣とられしに依り没落せしめ畢んぬ。僅かに寺領500石と附せられたり。持ち去られし摩尼殿本尊如意輪観世音菩薩は天正8年9月に戻される。他は戻らず。天正の乱以前は27000余石なり |
| 第105世長吏 | 長圓     | 天正16年5月晦日入滅 |
| 第106世長吏 | 實祐     | 幼童より落髪す。戒を比叡山東谷十妙院に受け、恒に顯密の法席に遊ぶ。山門に詣で豪盛僧正での智風を仰ぐ。我が宗の法門、この書寫山の智龍に伝わる。嘉名高く天を驚かし万流の法虎をきく。徳風遠く叡聞に達し、尊貴の高官を賜い、権僧正に任ず。天正16年6月20日長吏職を領す。持職4年造次顛沛会法、久住の志切にして式法則に至るまで辛苦を成して書し後世に残す |
| 第107世長吏 | 快猷     | |
| 第108世長吏 | 快長     | |
| 第109世長吏 | 春泉     | |
| 第110世長吏 | 承仙     | 96歳報命尽す |
| 第111世長吏 | 秀仁     | 92歳入滅、治山26年 |
| 第112世長吏 | 快仁     | 容貌性空上人に似たりという。寛永20年82歳示寂 |
| 第113世長吏 | 長仁     | 正保3年12月23日84歳入滅 |
| 第114世長吏 | 長盛     | 寛文2年2月29日入滅 |
| 第115世長吏 | 快純     | 播州苫編村の人。祖親は赤松家の人なり。9歳にして吾が峰に登る。快倫和尚に従いて学び撫育せらる。快倫師山門に錫を飛ばすや亦歩行を同じくす。東塔西谷の賢祐法師を仰ぎて戒師となす、18歳なり。又のちに書寫山に還り長く住持に凭る。柔和を以て性とす。寿算幸いに長吏職に任じ、治山14年なり。比叡山の碩徳正覚院豪親僧正並びに妙音院賢尊等、山家伝法の灌頂中絶するも今も書寫山に有りと聞き承りて比叡山に嗣がんと欲し、西谷の宝園院秀算来訪す。功を積む故に光命漸く垂れ無病を尽くして眠るが如く延宝3年12月13日辰の刻に至り滅す。85歳 |
| 第116世長吏 | 實玄     | 此の代に梶井御門跡より黄色衣御許あり。延宝4年より治山、7年12月3日81歳にて入滅 |
| 第117世長吏 | 實勝     | 延宝8年より治山、天和3年8月29日77歳入滅 |
| 第118世長吏 | 春昌     | 天和3年より治山、貞享元年8月7日75歳入滅 |
| 第119世長吏 | 献為     | 元禄8年4月28日76歳入滅 |
| 第120世長吏 | 快周     | |
| 第121世長吏 | 秀全     | |
| 第122世長吏 | 長従     | |
| 第123世長吏 | 實英     | |
| 第124世長吏 | 盛堂     | |
| 第125世長吏 | 快光     | |
| 第126世長吏 | 霊雄     | 寿86歳。関白殿下長寿し祝せられて寿の字を大書しこれを献べく旨蒙り厳命の後梶井宮取次のもとこれを献ず、よって権僧正に任ず |
| 第127世長吏 | 秀胤     | |
| 第128世長吏 | 快宦     | |
| 第129世長吏 | 秀接     | |
| 第130世長吏 | 實慶     | |
| 第131世長吏 | 實厳     | |
| 第132世長吏 | 静然     | |
| 第133世長吏 | 孝戒     | 明治維新 |
| 第134世長吏 | 橘承明   | |
| 第135世長吏 | 東野貫諦 | |
| 第136世長吏 | 高見孝真 | |
| 第137世長吏 | 東野祖英 | |
| 第138世長吏 | 大樹承算 | |
| 第139世長吏 | 東野貫秀 | |
| 第140世長吏 | 大樹孝啓 | 第258世天台座主 |
| 第141世長吏 | 大樹玄承 | |

## 境内

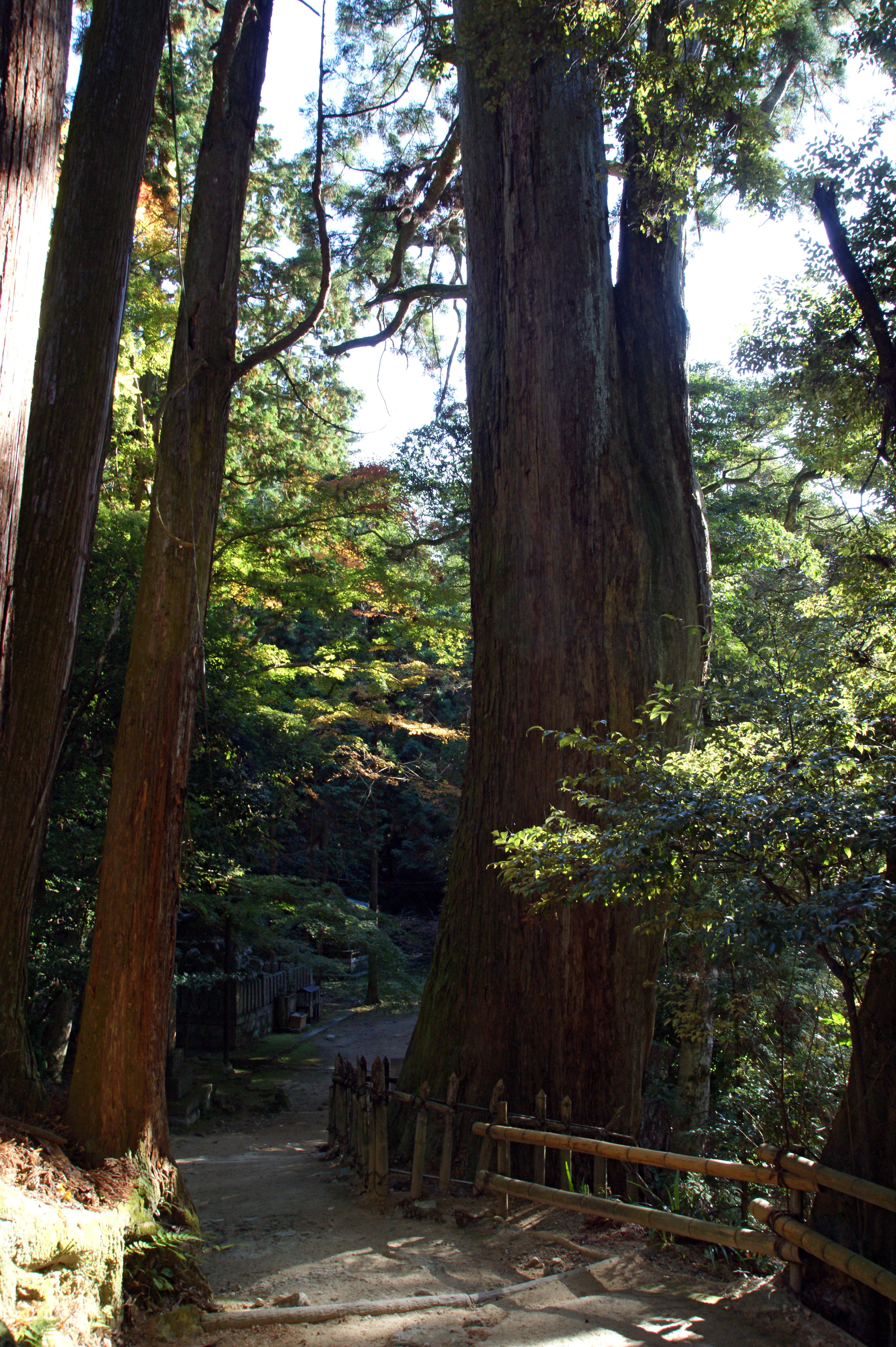
境内にある樹齢700年のスギ

国の史跡に指定されている圓教寺の境内は、姫路市街の北方およそ8kmに位置する書写山の山上一帯を占め、境内地は東西に長く広がる。市街地から近く、標高も371 mとそれほど高くないが、境内地には自然環境が良好に保持され、山岳寺院の様相を呈する。
古来、書写山への登山道として、東坂（ひがしざか）、西坂（にしざか）、六角坂（ろっかくざか）、刀出坂（かたなでざか）、鯰尾坂（ねんびざか）、置塩坂（おしおざか）の6つがあったが、1958年（昭和33年）、東坂に沿ってロープウェイが開通してからは、ロープウェイ山上駅から仁王門を経て、摩尼殿へ上る参道が主となっている。
境内地には、明確な境界線はないが、仁王門などのある「東谷」、摩尼殿付近の「中谷」、大講堂・食堂（じきどう）・常行堂（じょうぎょうどう）および奥之院などのある「西谷」に分けられる。西国三十三所観音霊場の札所でもある摩尼殿が一山の中心となる堂であるが、圓教寺の本堂にあたる大講堂や、性空の像を祀る開山堂のある奥之院なども、信仰上重要である。秀吉入山までは2700余石を有した。江戸期は833石となり、鎌倉室町時代の30％程となった。

### 東谷

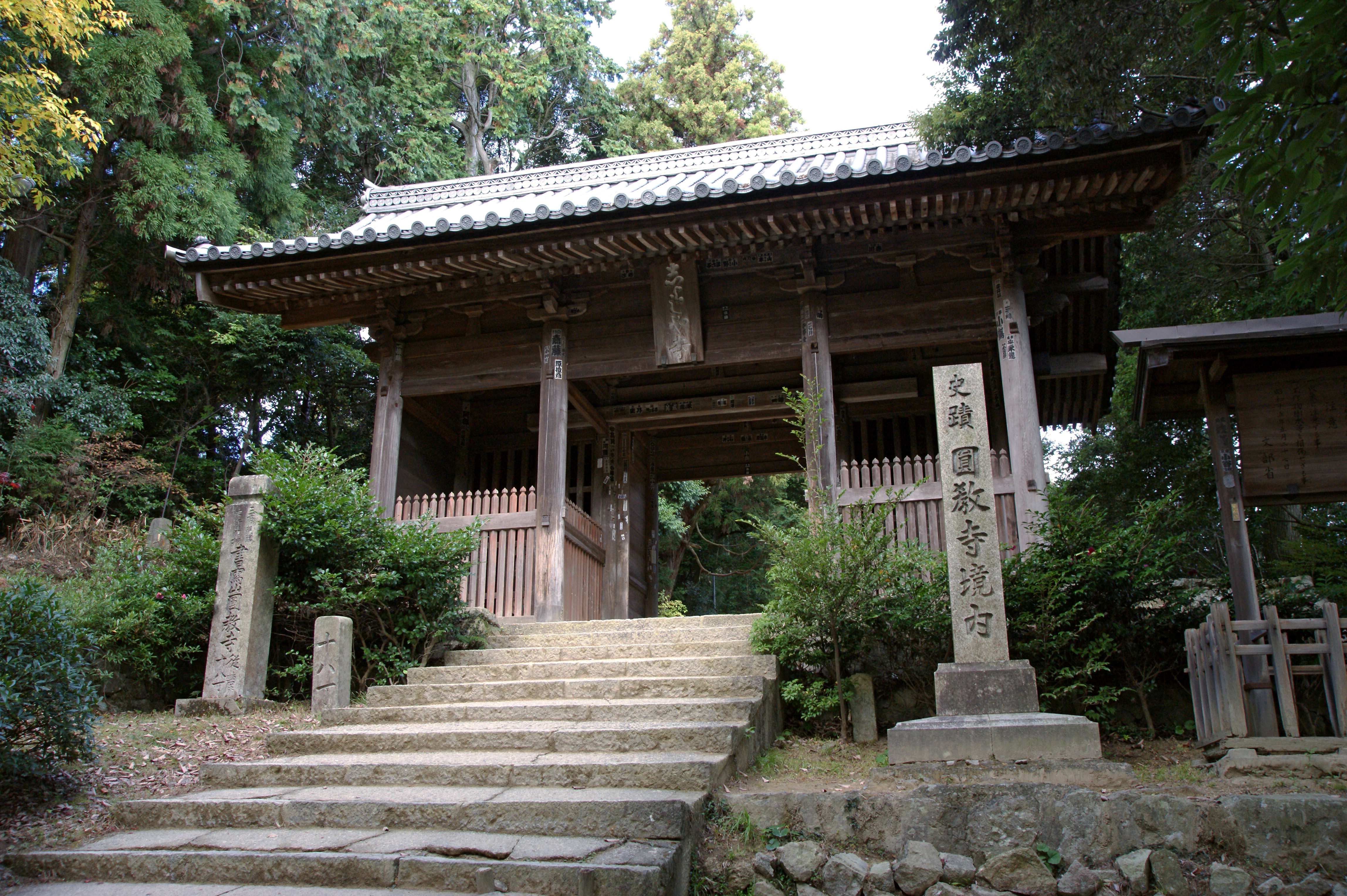
仁王門

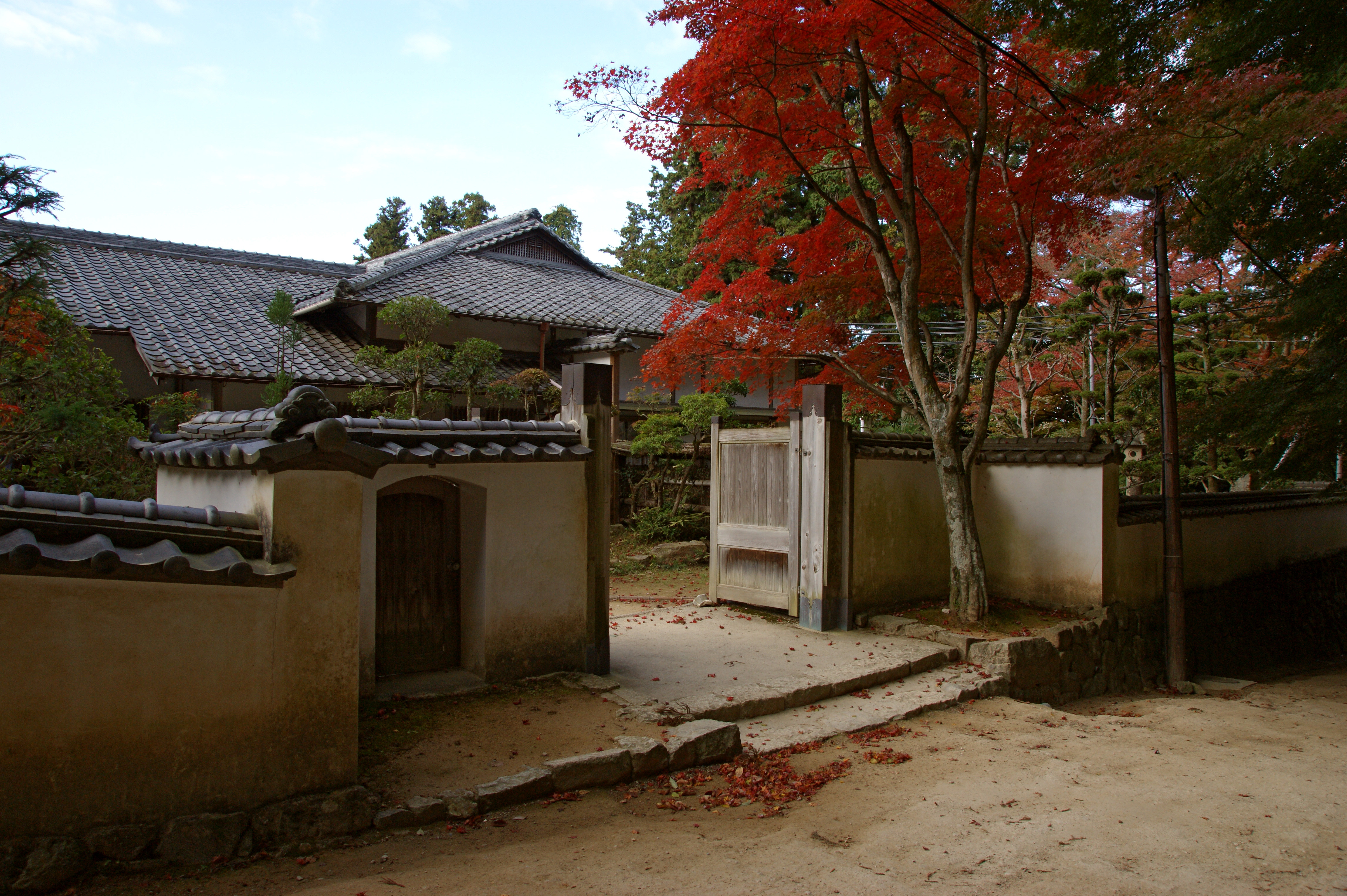
圓教寺会館（旧・金輪院）

書写山ロープウェイ山上駅から、ゆるやかに登る参道を歩み、仁王門を経て摩尼殿までは徒歩25分ほどである。山上駅から仁王門へ至る参道は「西国巡礼の道」と称され、左右に、西国三十三所の各札所本尊を表した銅像が設置されている（1989年完成）。仁王門を通り、寿量院、圓教寺会館、十妙院を過ぎると、参道は「権現坂」と称する下りの階段になり、下りきったところが摩尼殿の縁下である。
- 椎名麟三文学碑 - ロープウェイ山上駅近くの広場にある[47]。地元出身の作家・椎名麟三を記念して1980年（昭和55年）に建立されたもの。「言葉のいのちは愛である」の碑文は岡本太郎書[47]。山麓如意輪寺の門前に椎名麟三の生家がある。
- 慈悲(こころ)の鐘 - 山上駅近くにある鐘楼で、1992年（平成4年）10月建立。鐘は参拝者が自由に撞くことができる[44]。
- 如意輪観音像 - 銅製。本尊（摩尼殿安置）の分身像[48]。1987年（昭和62年）11月造立。
- 西国三十三観音像 - 銅製。慈悲の鐘から仁王門までの参道沿いに西国三十三所観音霊場のそれぞれの札所の本尊を模した33体の観音像が並ぶ[45][49]。
- 仁王門（兵庫県指定有形文化財[50]） - 切妻造、本瓦葺、桁行（正面）3間、梁間（側面）2間。三間一戸の八脚門。元和3年（1617年）再建。安置する木造金剛力士像（仁王像）2体は室町時代の作で、市指定文化財[51]。
- 圓教寺会館 - 旧・金輪院。本尊は阿弥陀三尊。2021年宿坊の営業は終了した。

### 中谷

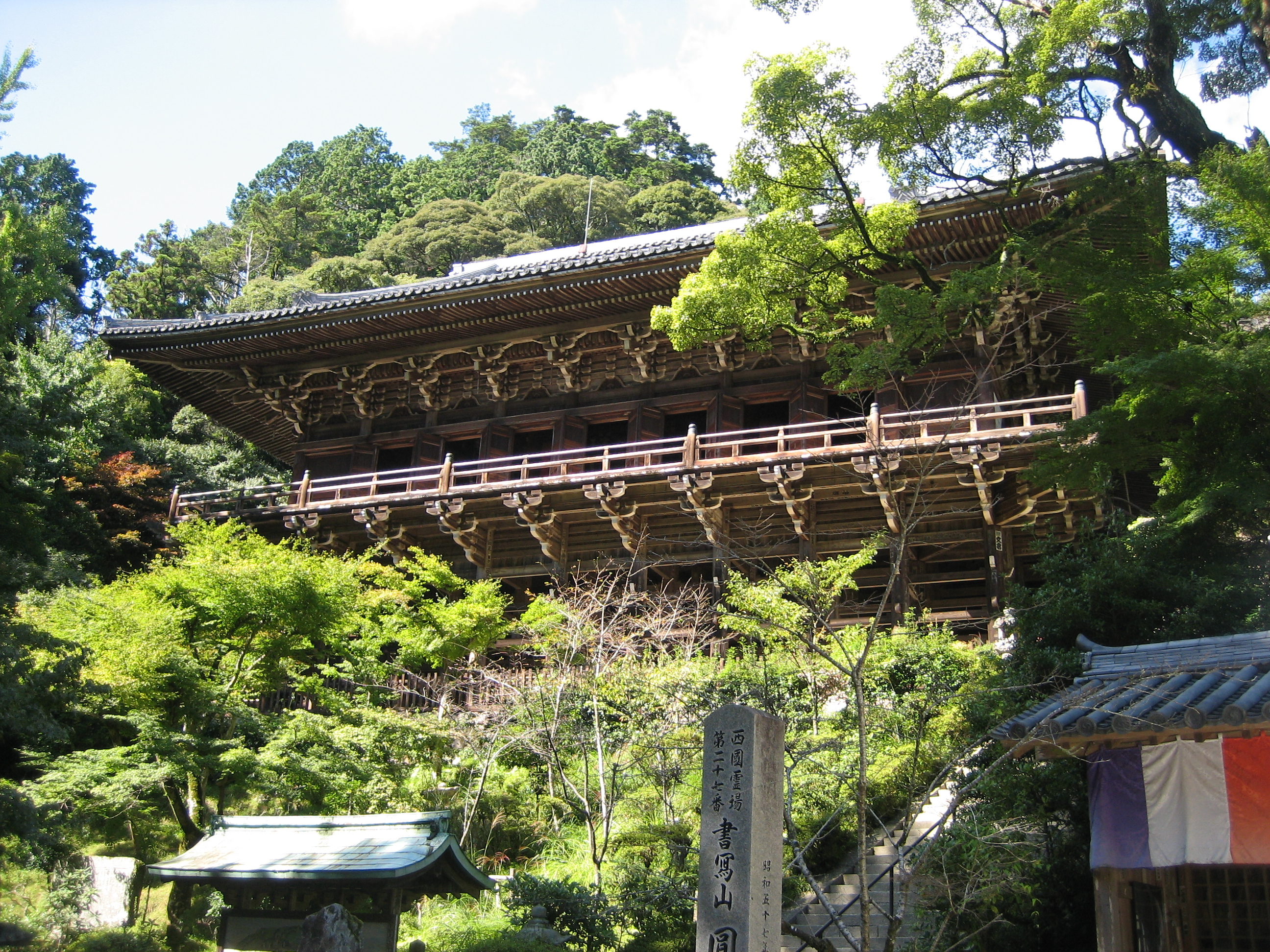
摩尼殿

「権現坂」を下りきると、元和3年（1617年）に姫路城主となった本多忠政が寄進した湯屋橋という小さな石橋があり、その先の崖上に観音堂である摩尼殿がある。
- 摩尼殿（重要文化財） - 旧・如意輪堂。摩尼殿の号は承安4年（1174年）に参詣した後白河法皇による[1][54]（「摩尼」(maṇi) は梵語で「如意」の意[36][55]）。 入母屋造、本瓦葺。懸造の仏堂である[56]。旧堂が大正10年（1921年）12月に焼失した後[57]、再建に着手され、昭和8年（1933年）に落慶したもので[56][58]、設計は武田五一である[59]。大工棟梁は帝室技芸員の伊藤平左衛門守道（九代）[60]である。近代の再建ではあるが、伝統様式による木造建築で、平成11年（1999年）、国の登録有形文化財に登録され[59]、平成27年（2015年）に市指定文化財[61]、平成29年（2017年）に兵庫県指定有形文化財を経て、令和6年（2024年）に重要文化財に指定されている。内陣に造り付けの大厨子は5間に分かれ、石本暁海作の六臂如意輪観音像を祀る。分割された厨子の奥の部屋に桜樹の像が奉安されている。秘仏で、1月18日の修正会（しゅしょうえ）に開扉する[36][48]。令和の改元にあたり「摩尼殿」の扁額があげられた。文字は140世長吏によるものである。金箔仕上げは櫻庭裕介。
  - 木造如意輪観音坐像 - 昭和8年（1933年）、石本暁海作。本尊の六臂（ろっぴ）の坐像である。像高97.0cm[36]。
  - 如意輪観音坐像 - 摩尼殿の厨子内から発見され[62]、平成18年（2006年）の開山性空一千年忌に初めて公開された[36]。サクラの一木造[62]。像高は19.8cm（台座含30.9cm）で、像底の銘により延応元年（1239年）[36][63]、当時の住僧・妙覚によって供養されたものと判明する。県指定文化財[64]。性空上人感得の桜樹と同木の霊木とされている。
  - 四天王立像は昭和の再建時には造立されないままであった。令和5年まで大講堂の四天王像を仮安置していた。
- 三十三所堂 - 西国三十三所観音霊場のそれぞれの札所の本尊を模した33体の観音像を祀る。
- はづき茶屋 - 摩尼殿前。はづき（端月）の名は、和泉式部が性空に詠み送った「冥きより冥き道にぞ入りぬべき遙かに照らせ山の端の月」からとられた。
- 本坊（事務所） - 旧・妙覚院。
- 放生池（上下、二つの池）、いずれも弁天島がある。上池には辯財天像はない。
- 石造笠塔婆（兵庫県指定有形文化財） - 湯屋橋の手前参道脇にある。高さ137cm[33][65]（総高153cm）。笠のような石が載る流紋岩質凝灰岩による塔で、上方に定印の阿弥陀坐像の浮き彫りがあり、下方に延慶4年（1311年）造立とわかる銘がある。上部の宝珠は後の時代のもの[66]。県指定文化財。
- 護法石（弁慶のお手玉石） - 摩尼殿の手前にある[67]直径約1mの2つの石で、不動明王の化身である乙天（おとてん）と毘沙門天の化身である若天（わかてん）の2童子が降り立ったと伝えられる。また、弁慶がお手玉にしたともいわれる[68][43]。
- 牛墓 - 永仁5年（1297年）から嘉元4年（1306年）にかけて5回、角の聞に「播州書寫山」の札をつけ、付き添いもない1頭の牛が、上野国（群馬県）世良田の長楽寺から圓教寺まで仏具などを運び、5回目に戻った際、いつも休んだ杉の根元で落命。そこに牛を供養し墓標が設けられた[69]。

### 西谷

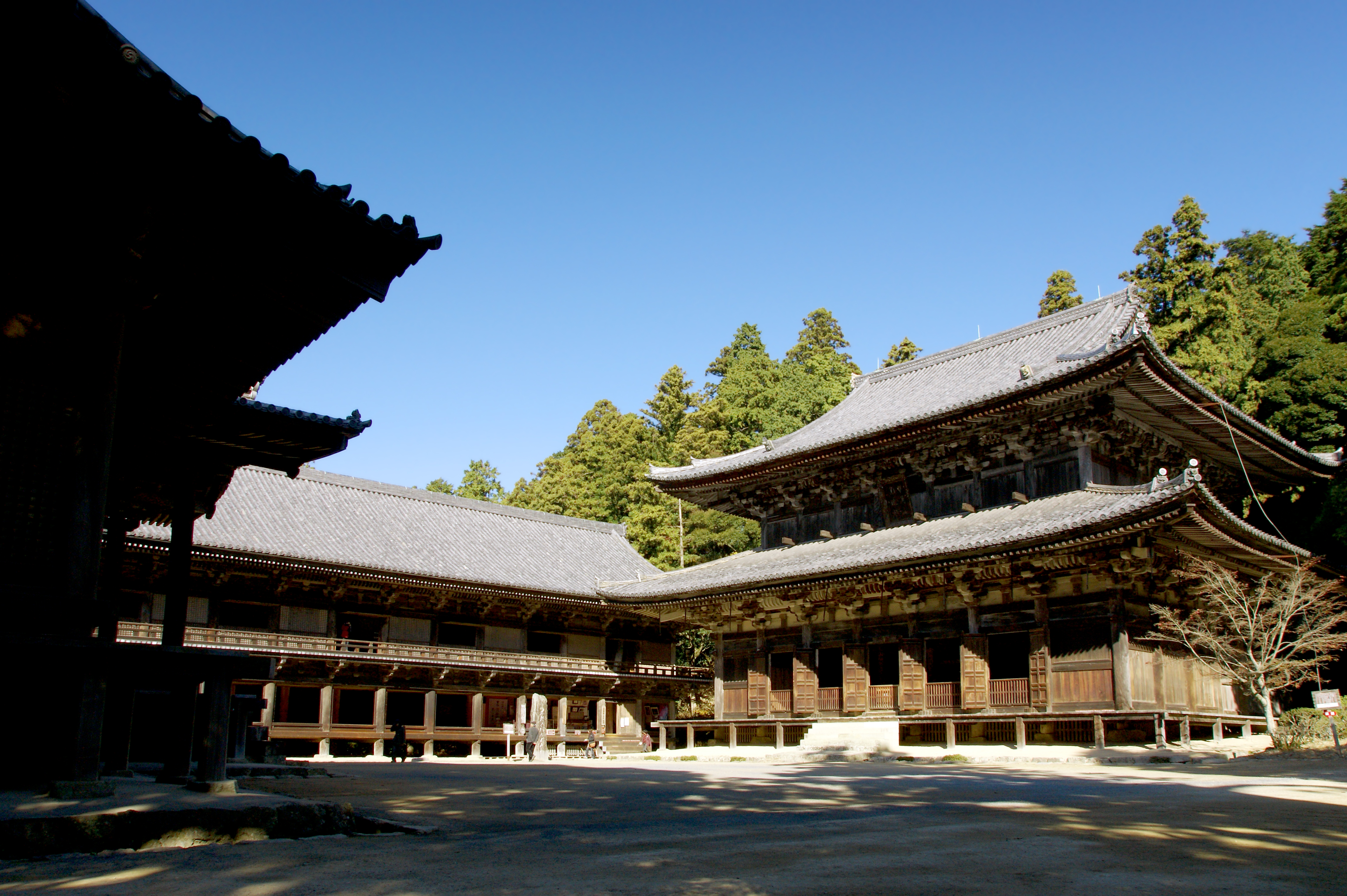
左より常行堂・食堂・大講堂

摩尼殿正面の階段下から西へ向かう参道があり、これとは別に、摩尼殿の裏手から西へ向かう参道もあるが、いずれの道を経由しても、徒歩数分で大講堂のある広場に出る。白砂の広場を囲んで、右（北）に大講堂、正面（西）に食堂、左（南）に常行堂の3棟が「コ」の字形に並ぶ一画は、中世の寺院景観を現在に伝えており、これら3棟を総称して「三之堂（みつのどう）」と呼ばれている。「三之堂」は元徳3年・元弘元年（1331年）の落雷、永享8年（1436年）の火災で焼失し、現存する各堂は室町時代、15世紀半ばの再建である。大講堂に接して、築地塀で囲まれた本多家廟所がある。元徳3年・元弘元年（1331年）の落雷で焼失するまで、本多家廟所の地には五重塔が建っていた。五重塔を含めたものが本来の伽藍配置であり、平成4年（1992年）、塔頭・十妙院より、五重塔や多宝塔が見られる「播磨国書写山伽藍之図」の版木も発見されている。なお、五重塔に安置されていた平安時代後期の大日如来坐像（木造、像高102.0cm）が、食堂の宝物館にある。「三之堂」の南方には、鐘楼、法華堂、榊原家墓所、金剛堂などがあり、その南の一段低くなった区域には、松平家墓所および薬師堂がある。「三之堂」の西方には「奥之院」があり、開山堂、護法堂、護法堂拝殿、不動堂などがある。

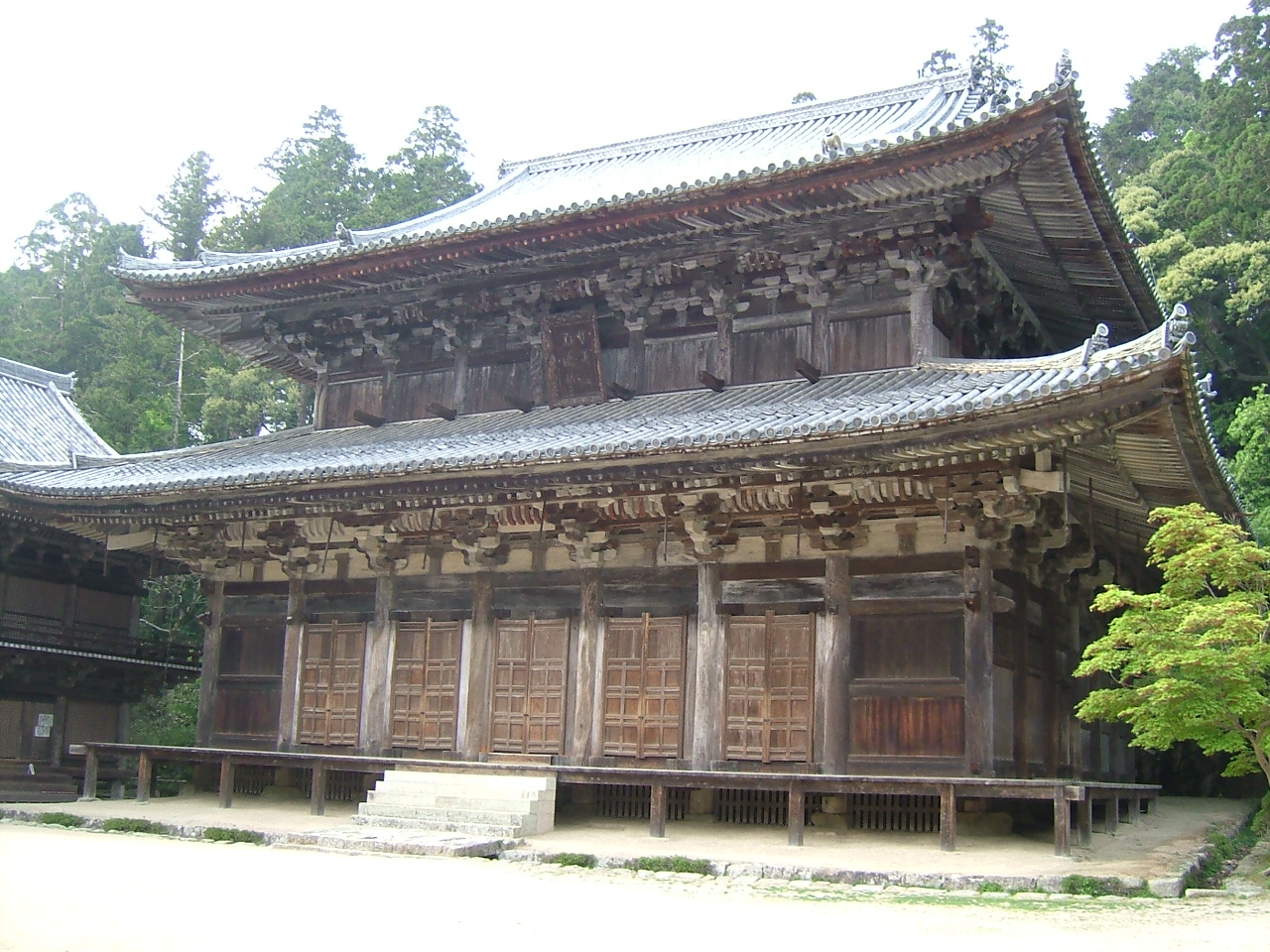
大講堂

- 大講堂（重要文化財） - 北側に位置する大講堂は、2重1階、入母屋造、本瓦葺。桁行（正面）7間、梁間（側面）6間。下層は永享12年（1440年）に、上層は寛正3年（1462年）に建造され[13]、文明年間（1469年 - 1487年）に全体が整備されたと考えられる。元和8年（1622年）、姫路藩主本多忠政により修復[52]。1951年（昭和26年）- 1956年（昭和31年）に解体修理された[76]。もともとは寛和2年（986年）に参詣した花山法皇の勅願により、3間四方の講堂として建立[27][28]。内陣には釈迦如来および両脇侍（文殊菩薩・普賢菩薩）、四天王像を安置する[77]。
  - 木造釈迦如来および両脇侍像（重要文化財） - 釈迦三尊像。3体ともヒノキの一木造、漆箔[78]。四天王立像ととも性空上人の資感和(かんな)上人の作。圓教寺創建期の10世紀の作であり、釈迦三尊像は永延元年（987年）の造立とされる[79]。四天王像は摩尼殿大正の焼失後、昭和8年(1933年)5月8日に再建落慶された摩尼殿に移されていたが、令和5年(2023年)6月に90年ぶりに大講堂に遷座された。
    - 釈迦如来坐像 - 木造、像高138.2cm。中尊。貞応元年（1222年）および享保17年（1732年）に修理された銘が像内にある[78]。
    - 文殊菩薩立像 - 木造、像高155.8cm。中尊の右側（向かって左側）[78]。
    - 普賢菩薩立像 - 木造、像高155.5cm。中尊の左側（向かって右側）[78]。
    - 木造四天王立像（重要文化財） - 持国天、増長天、広目天、多聞天で、4体ともヒノキの一木造[80]。創建当時の10世紀（寛和2年〈986年〉[81]）の作とみられる[62]。
      - 持国天 - 像高131cm。弘治2年（1556年）に修理された銘がある[80]。
      - 増長天 - 像高127cm[80]。
      - 広目天 - 像高123cm[80]。
      - 多聞天 - 像高118cm。治承3年（1179年）および享保17年（1732年）に修理された銘がある[80]。

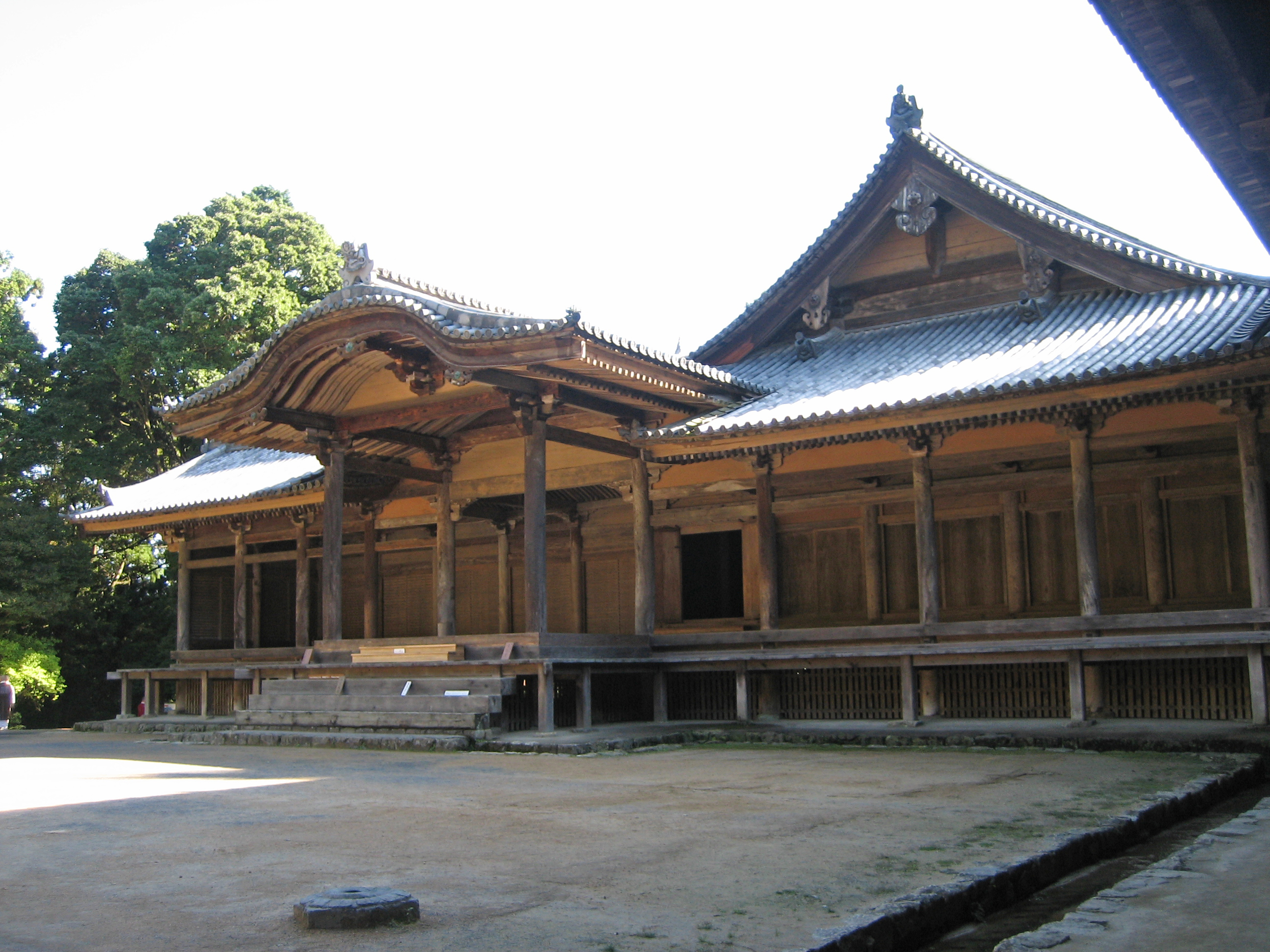
常行堂

- 常行堂（重要文化財） - 常行三昧堂。大講堂に向き合う位置に建つ[82]。方5間、入母屋造の[13]常行堂の北側に、正面（東西[11]）10間、側面2間、切妻造の吹き放しの建物が接続する特異な形式の建物である。切妻造の部分は東半部を「中門」（寝殿造の中門廊に似ることによる[13]）、西半部を「楽屋」と称し、中央部に唐破風造、1間四方の「舞台」が突出する[11]。屋根はすべて本瓦葺。常行堂の部分は東を正面とし、常行堂の本尊・阿弥陀如来坐像を安置する。寺伝によれば元弘年間（1331年 - 1334年）に建立[83]。永享8年（1436年）の焼失後、享徳2年（1453年）に再建[1]。1963年（昭和38年）より解体修理された[84]。
  - 木造阿弥陀如来坐像（重要文化財） - ヒノキの寄木造、漆箔[85]。像高254.0 cm[51][86]。『延照記』（『円教寺旧記』所収）の記述により、性空の弟子・安鎮により寛弘2年（1005年）頃に造立されたものとわかる[85]。かつては山内にあった往生院大仏殿に安置されていた像で、常行堂が再建された享徳2年（1453年）頃に本尊となる[86]。

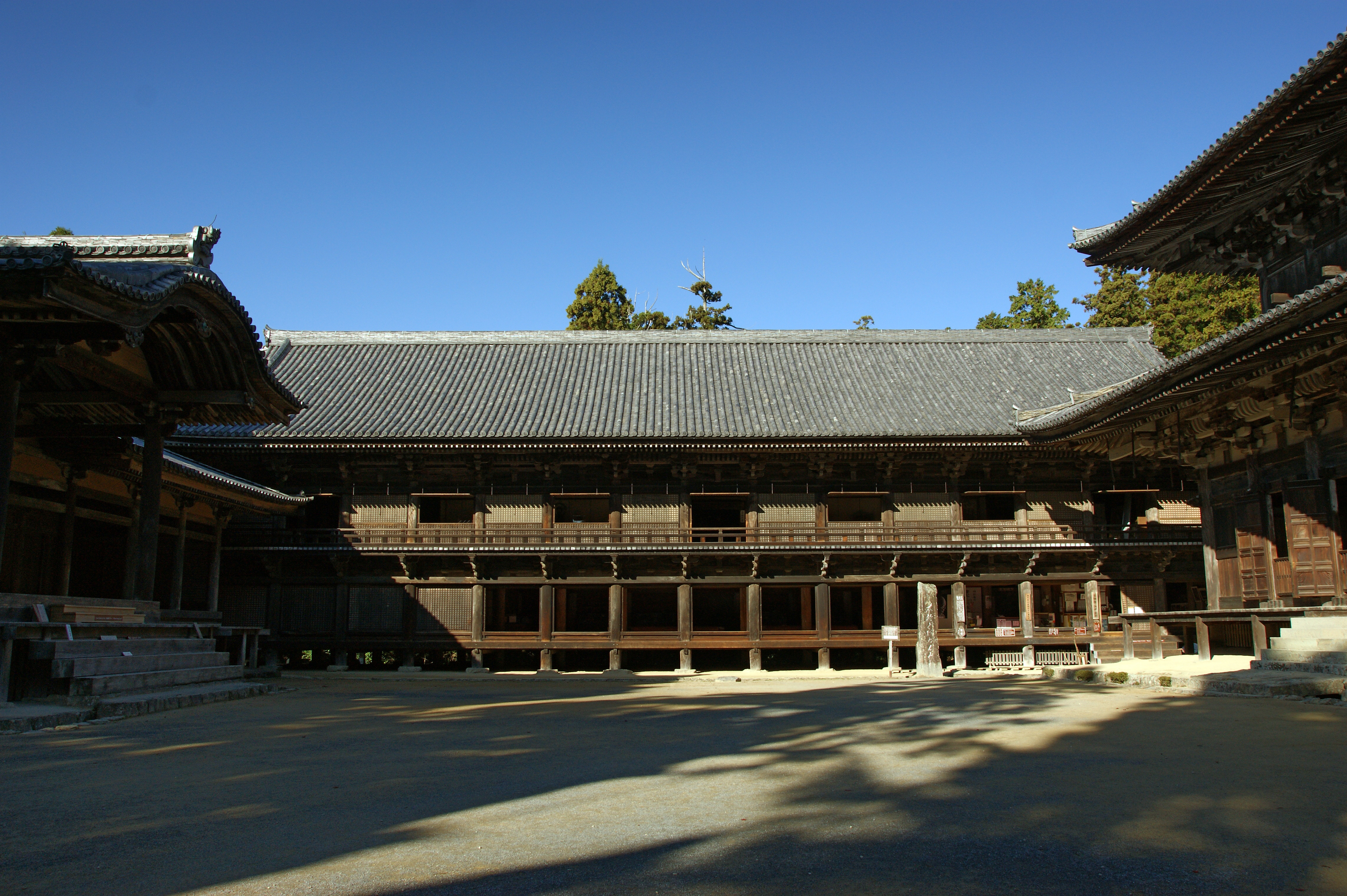
食堂

- 食堂（重要文化財） - 別名・長堂[87][88]。古くは三宝院と称された[83]。2階の屋根は隣の常行堂の屋根に接している。桁行（正面）15間、梁間（側面）4間、入母屋造、本瓦葺。総2階建の長大な仏堂である[83]。日本の近世以前の仏堂建築で、このように長大かつ総2階とするものは他に例がない。承安4年（1174年）に参詣した後白河法皇の勅願により建立され、教興坊と称された[88]。暦応元年（1338年）に再建、貞和4年（1348年）落慶というが[54]、現在の建物は、様式などにより室町時代中期のものと考えられる[83]。1階は柱間15間のうち、北寄りの1間を引戸とするほかはすべて蔀戸（しとみど）とし、腰壁を設け、内部は円柱が並ぶ広大な1室とするなど、他に例を見ない構成になっている。1959年（昭和34年）より解体修理された[89]。2階はガラスケースを設置して宝物館としており、食堂の本尊となる僧形文殊菩薩像のほか、寺内の諸堂にあった仏像などがここに移されている[88]。堂内は仏像や絵画などの寺宝が展示されている。食堂一階に大講堂、薬師堂の御朱印がもらえる納経所がある。
  - 僧形文殊菩薩坐像 - 木造、像高84.5 cm。元禄13年（1700年）造。食堂には、本尊を安置する須弥壇はないが、「聖僧」として僧形の文殊菩薩坐像が置かれた[88]。
- 弁慶の鏡井戸 - 食堂の脇にある[67]。弁慶が顔を映したといわれる[90]。
- 大黒堂
- 愛宕社（姫路市指定有形文化財） - 大講堂の北側に位置し、本殿が覆屋内にある。大火により各堂が消失したことで、火伏せの神として建立されたといわれる。一間社流造、栩葺（とちぶき）。様式より17世紀末-18世紀初頭のものと考えられる[91]。
- 杣観音堂 - 本尊は石造如意輪観音像。1978年（昭和53年）に再建された[42]。
- 大仏 - 青銅の毘盧遮那仏。宝蔵跡より真言堂の跡地に移座[42]。
- 白山権現 - 別名・十一面堂[43]。十一面観音を祀る[42]。大講堂裏または摩尼殿裏から木の根道を登った標高371 mの白山峯に位置する[42]。性空が庵を結んだ場所とされるが[92]、性空の来山以前から素盞嗚命が祀られていたという[42]。

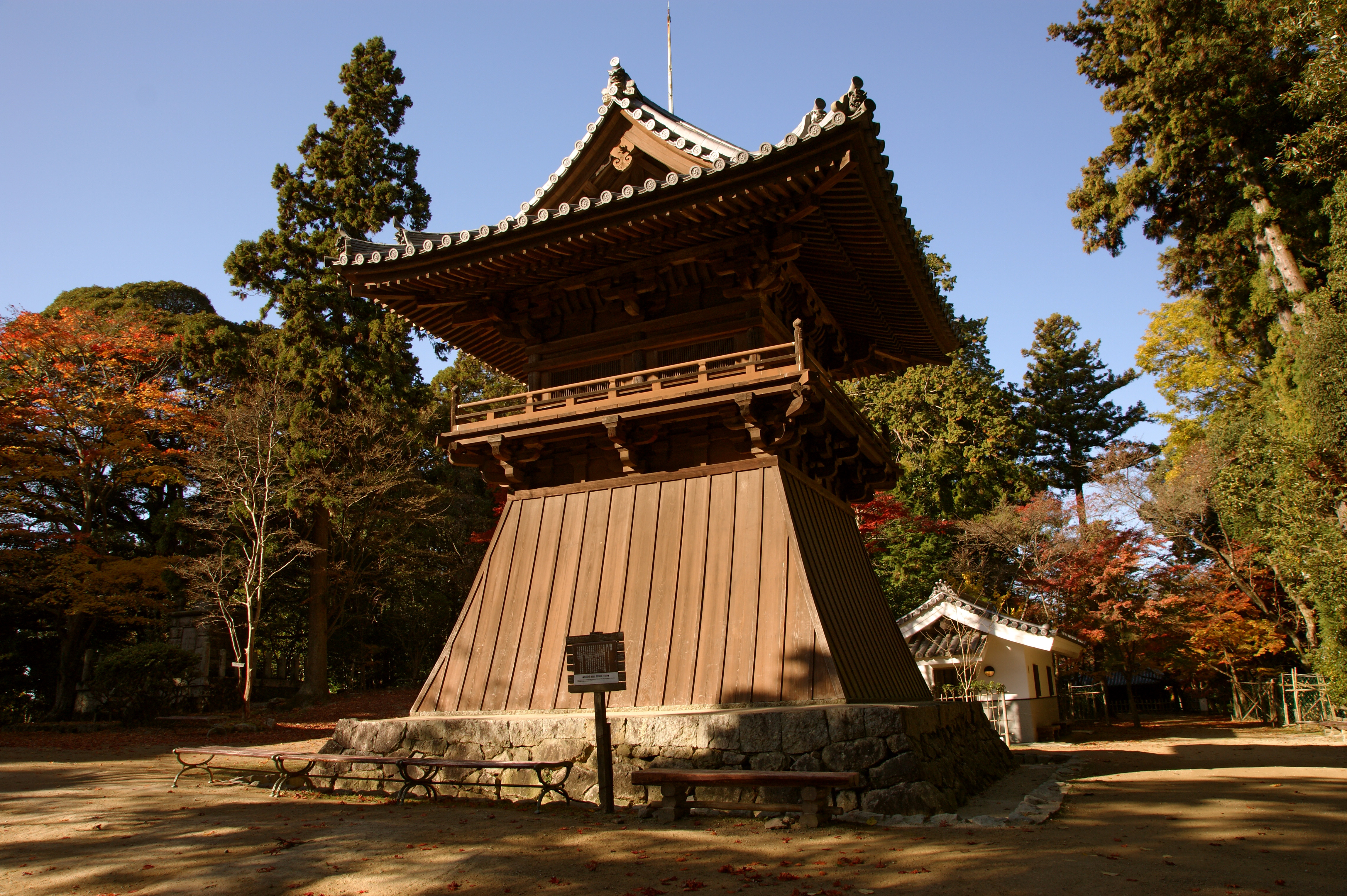
鐘楼

- 鐘楼（重要文化財） - 入母屋造、本瓦葺。桁行3間、梁間2間。様式は袴腰付で腰組をもった正規の鐘楼である。鎌倉時代、寺記によれば元亨4年（1324年）に鐘を再度鋳造したとあり[83]、鐘楼は元徳3年・元弘元年（1331年）に焼失[93]、元徳4年・元弘2年（1332年）に再建されたという[94]。構造からも14世紀前半に建立されたものと考えられるが、15世紀中頃に修理された跡も見られる[83]。
  - 銅鐘（兵庫県指定有形文化財）[95]
- 法華堂 - 法華三昧堂。本尊は普賢菩薩。
- 薬師堂（兵庫県指定有形文化財） - 別名・根本堂[50][96]、根本中堂[42][97]。方2間に1間の礼堂を備える[96]。薬師如来を祀り、円教寺を開山した性空の創建と伝えられるが[50]、それ以前より方2間の草堂があったことが認められており[98]、性空により方3間の堂となったといわれる[96]。寺記「捃拾集」によれば、鎌倉時代、延慶元年（1308年）に焼失、また、元応元年（1319年）に再建とあり、現在の堂は様式からもその時のものと考えられることから、現存する円教寺最古の遺構とされる[50]。1978年（昭和53年）に解体修理された[96]。
  - 薬師如来坐像 - 木造、像高86.2 cm。室町時代の作。本尊は羽柴秀吉の乱入の際、近江国に持ち帰ったため、「菅生（すごう）の薬師」と呼ばれた本像を[51]、菅生（姫路市）の寿勝寺より移したといわれる。現在は、食堂2階の宝物館に移座[99]。
- 展望公園 - 普賢院跡地の南[42]。

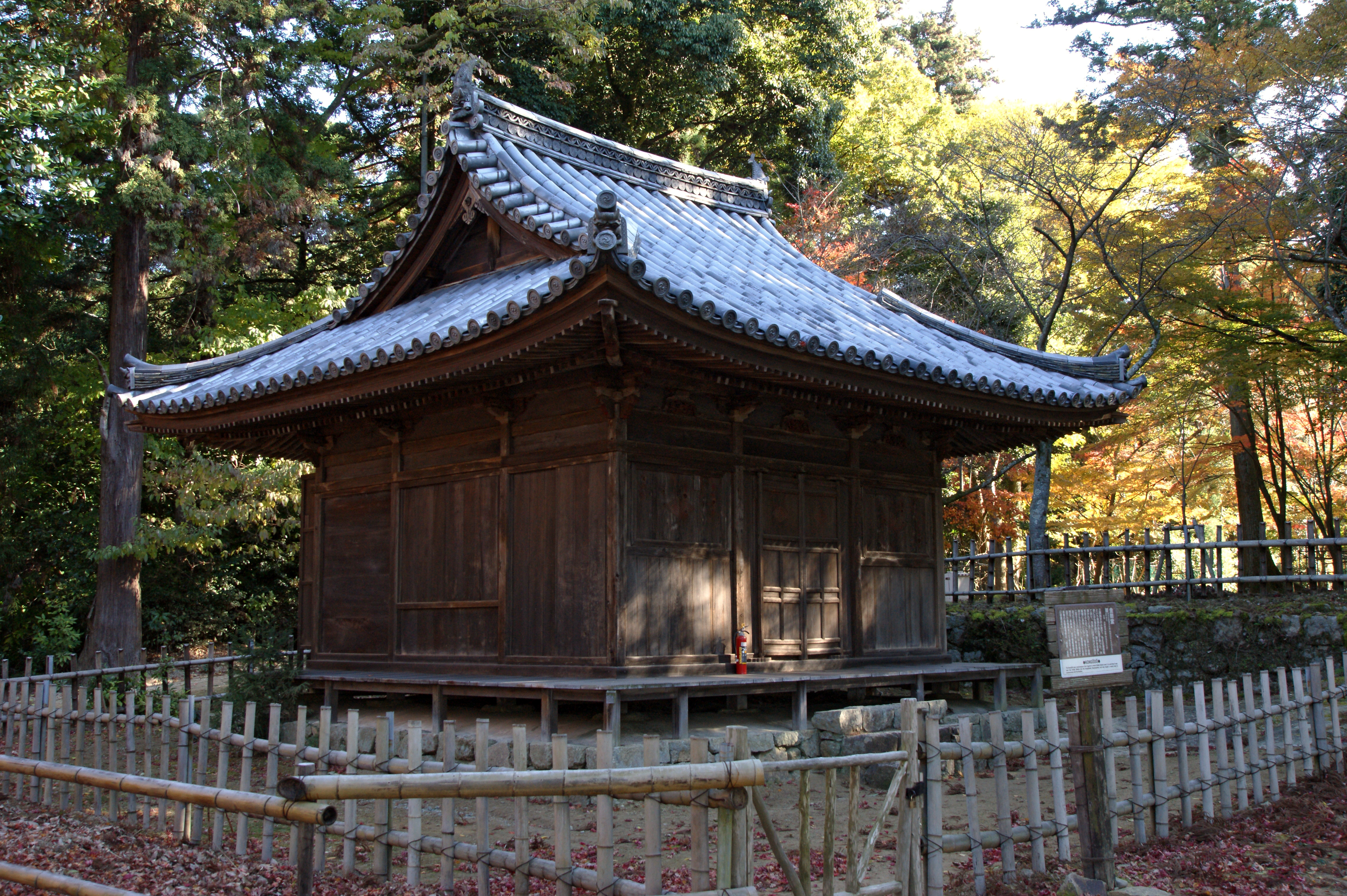
金剛堂

- 金剛堂（重要文化財） - 旧塔頭・普賢院の持仏堂[42]。天文13年（1544年）建立。方3間[100]。入母屋造、本瓦葺[13]。1958年（昭和33年）に修理された[94]。
  - 木造金剛薩埵坐像 - ヒノキの寄木造[80]。像高36.5 cm[101]。延文4年（1359年）、康俊作[80][101]。現在は食堂[101][102]2階の宝物館に移座。県指定文化財。
- 行者堂 - 元徳3年・元弘元年（1331年）建立[54]。天正18年（1590年）に再興されたといわれる。本尊は神変大菩薩（役行者）[42]、ほかに不動明王。奥之院の北西方、鯰尾坂参道から北に分かれた行者道沿いにある。
- 弁天堂 - 行者堂近くにある。
- 文殊堂 - 西坂参道の中腹にある。

### 奥之院

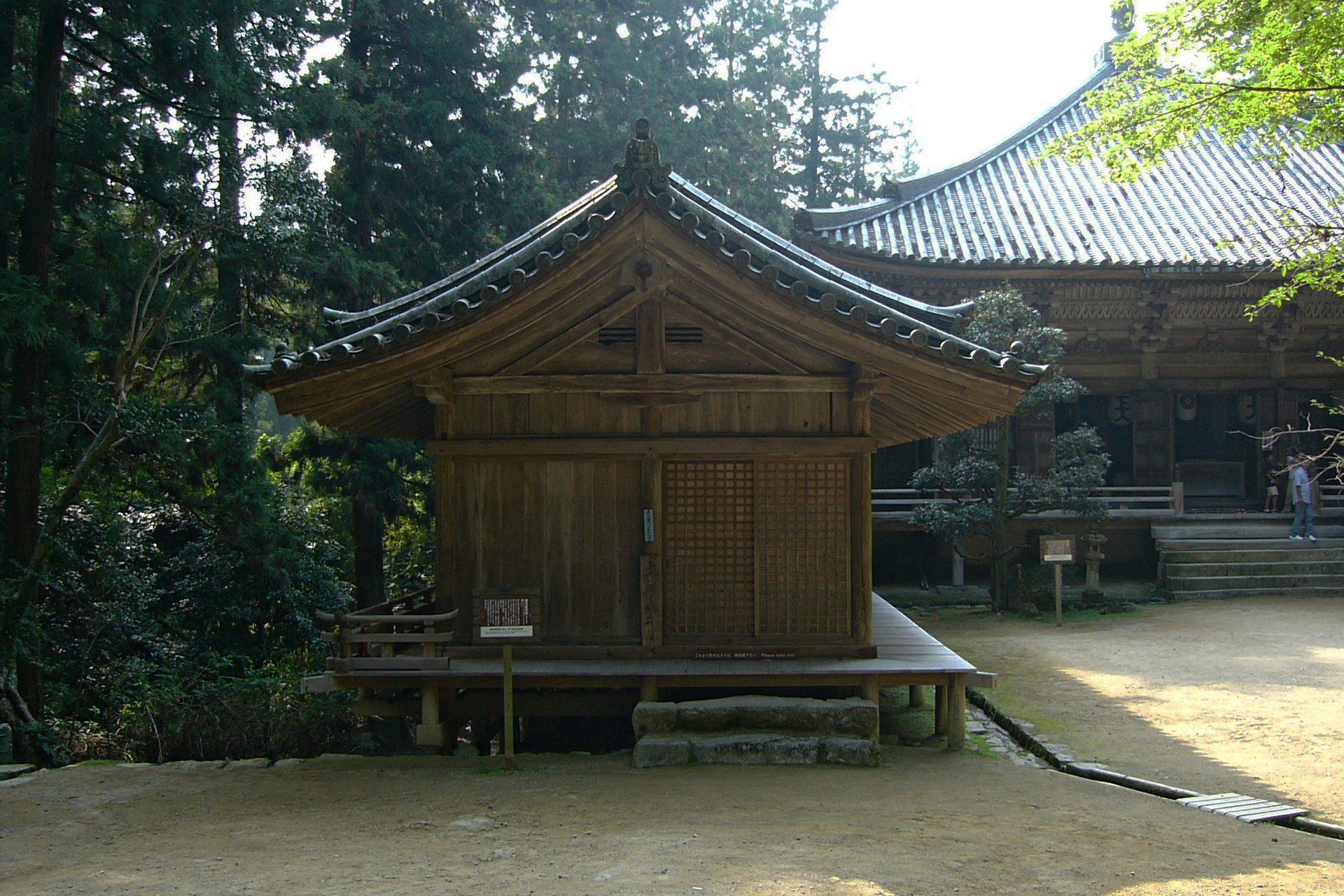
開山堂（右）、護法堂拝殿（左）

- 開山堂（重要文化財） - 宝形造（方形造）[88]、本瓦葺、桁行5間、梁間6間[103]。開山の性空を祀る。寺記によれば、性空が没した寛弘4年（1007年）、性空の高弟・延照が創建したとするが、現在の堂は寛文11年（1671年）に再建されたものである[50][104]。開山堂には、奥之院開山堂の御朱印がもらえる納経所がある。
  - 木造性空坐像（重要文化財） - 開山堂の本尊として厨子内に安置。像高89.6 cm[105]。『性空上人伝記遺続集』所載の記録によれば、本像は弘安9年（1286年）に焼失した旧像に代わり、正応元年（1288年）に慶快が作ったものである[75]。旧像の像内にあった瑠璃壺に納められた性空の遺骨が焼け残ったので、新像にあらためて納入されたという[106]。2008年（平成20年）、奈良国立博物館によるエックス線撮影調査により、本像の頭部内には、所伝どおり遺骨が納入された瑠璃壺が納められていることが判明した[107]。また翌年の2009年（平成21年）6月、解体修理中の開山堂須弥壇下から、石櫃、五輪塔、夥しい数の経石が発見され、石櫃内に分骨された性空の遺骨が発見された。蔵骨器を納めた桐箱に「性空御真骨」の文字がある。御真骨の分骨は、弘安9年（1286年）の火災の時で、一部は慶快作の性空像の頭部に、残りは須弥壇下に納めた。さらに石櫃の下には御遺灰が埋納されていることが記されている。なお、この分骨のことは一切記録がなく、2010年（平成22年）4月に発表された。これらのことから彌勒寺で亡くなった性空はこの地で荼毘に付されたとされる。
  - 性空上人坐像 - 1998年（平成10年）、塔頭・仙岳院の土蔵から発見されたもので[108]、本尊を納める厨子の手前に安置されている[105]。一木造。像高78.0 cm[109]。11世紀初頭の作とされる[110]。県指定文化財。
  - 伝・左甚五郎作の力士像 - 開山堂軒下の三隅にある3体[105]。1体は重さに耐えかね逃げ出したという伝承がある[111]。
  - 東照宮ならびに第2代秀忠公から第13代家定公の位牌を祀る。

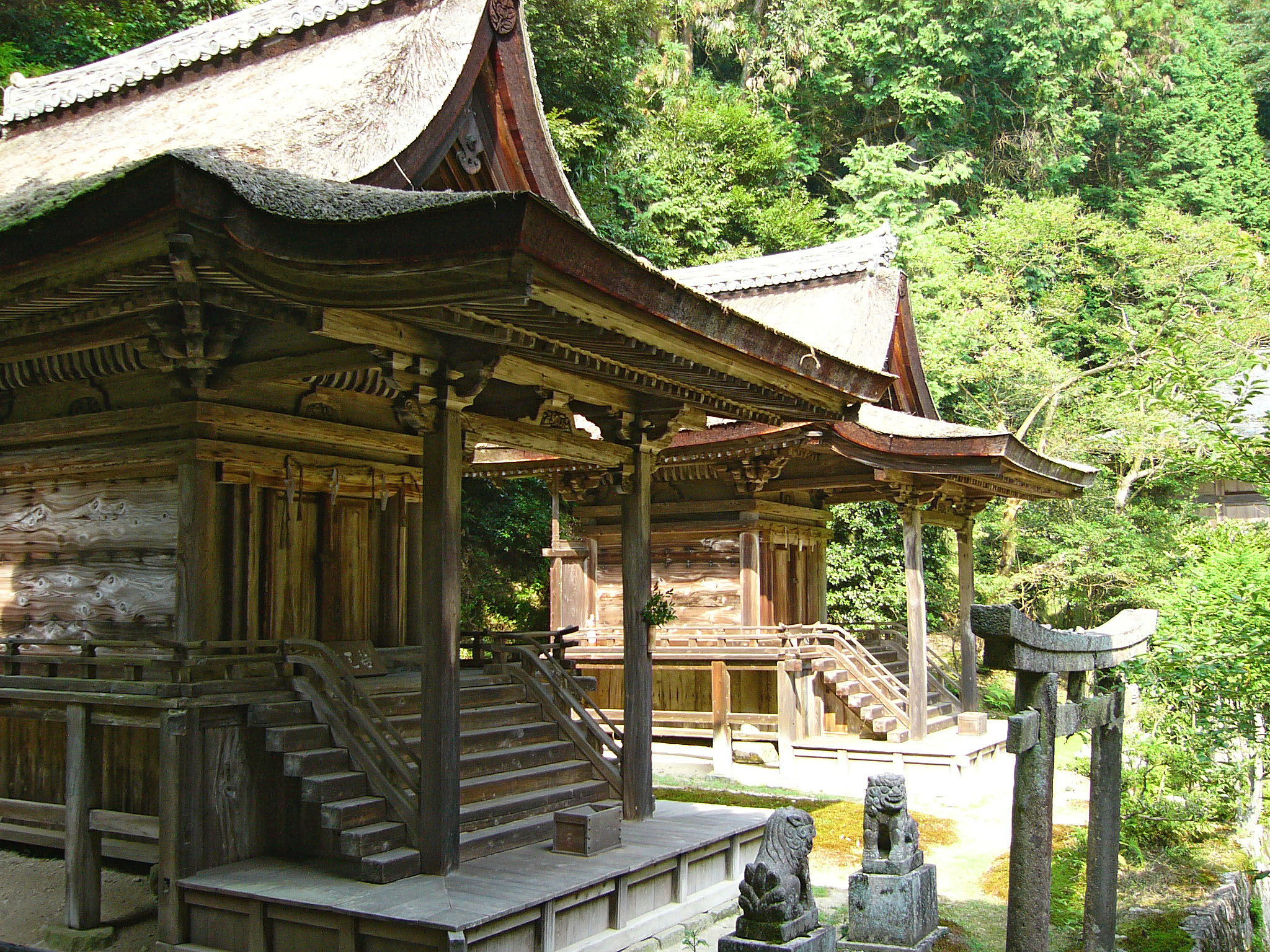
護法堂
手前が若天社、奥が乙天社

- 護法堂 乙天社（重要文化財） - 開山堂の右前に若天社と2棟並ぶ。1間、社隅木入春日造の社殿。檜皮葺（ひわだぶき）。永禄2年（1559年）建立[112][113]。乙天・若天は、性空を守護した護法童子とされ、それぞれ不動明王・毘沙門天の化身とされる[103][114]。
- 護法堂 若天社（重要文化財） - 開山堂の右前に乙天社と2棟並ぶ。1間、社隅木入春日造の社殿。檜皮葺。永禄2年（1559年）建立。
- 鳥居 2基（重要文化財） - 護法社各社前に寛文年間（1661年 - 1672年）に建立された石造の明神鳥居がある。

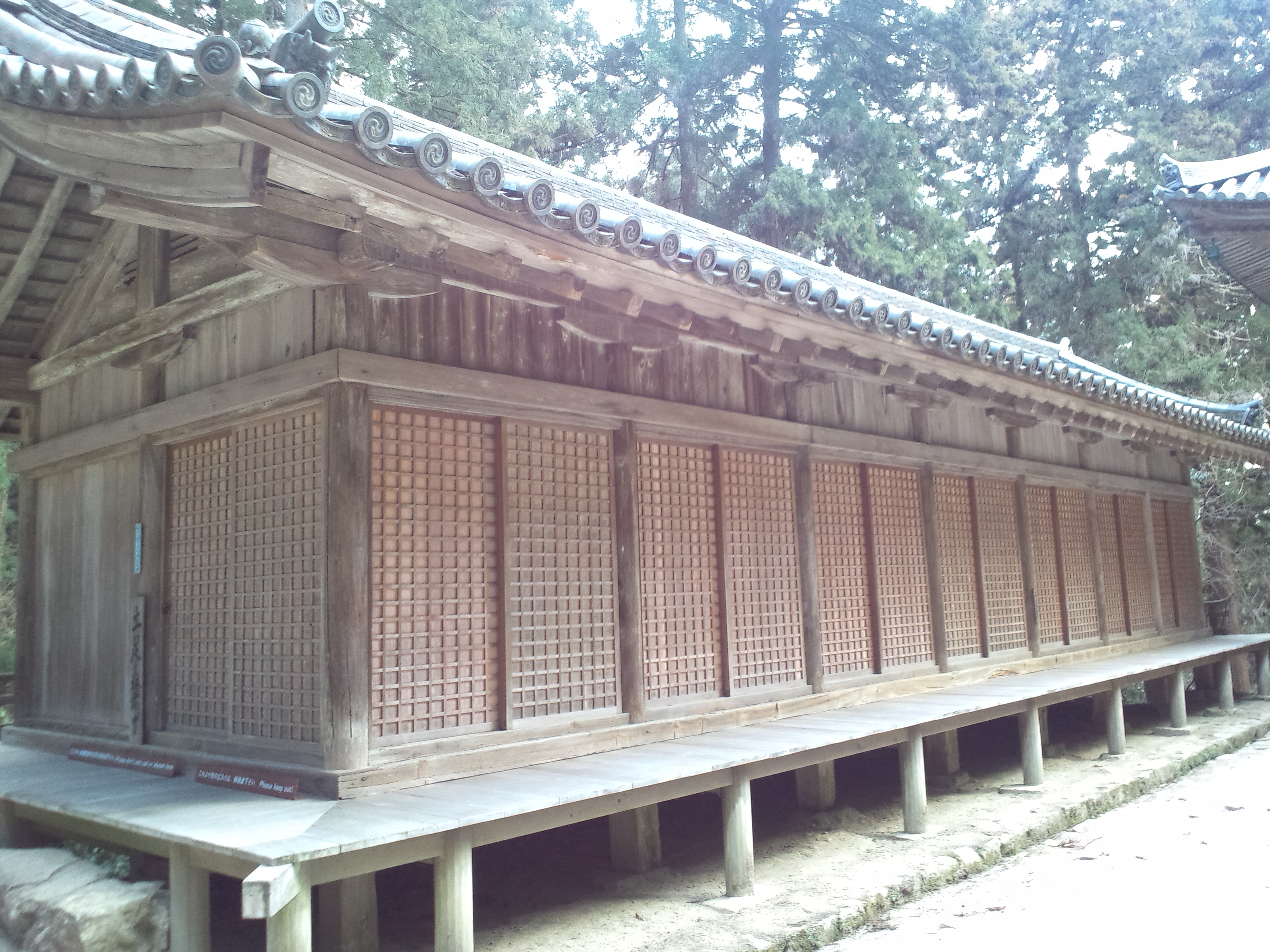
護法堂拝殿

- 護法堂拝殿（重要文化財）- 切妻造、本瓦葺。桁行（正面）7間、梁間（側面）2間の懸造の細長い建物。「弁慶の学問所」として知られる[67][50][115]。天正17年（1589年）建立[116][117]。1962年（昭和37年）に解体修理された[50]。勧学会はここで行われる。
  - 護法堂両社の乙天若天護法童子像 (秘仏で開山堂参籠満行の行者だけが尊像を拝することができる) が2021年新造された。開眼法要にあたり一般に公開された。佛師渡邊勢山の作。
- 不動堂 - 延宝年間（1673年 - 1681年）に建立。明王院の乙護法を祀る。元禄10年（1697年）、姫路城主・松平直矩により修理され、大経所を合祀。堂は山内唯一の丹塗りで[42]、俗に赤堂と称されていた[96]。1967年（昭和42年）の暴風雨による土石流で全壊し、1976年（昭和51年）に再建された[42]。
- 和泉式部歌塚 - 天福元年（1233年）造の[42]宝篋印塔（ほうきょういんとう）。開山堂の横にある[118]。元は西坂参道文殊堂あたりにあったもの。

### 塔頭

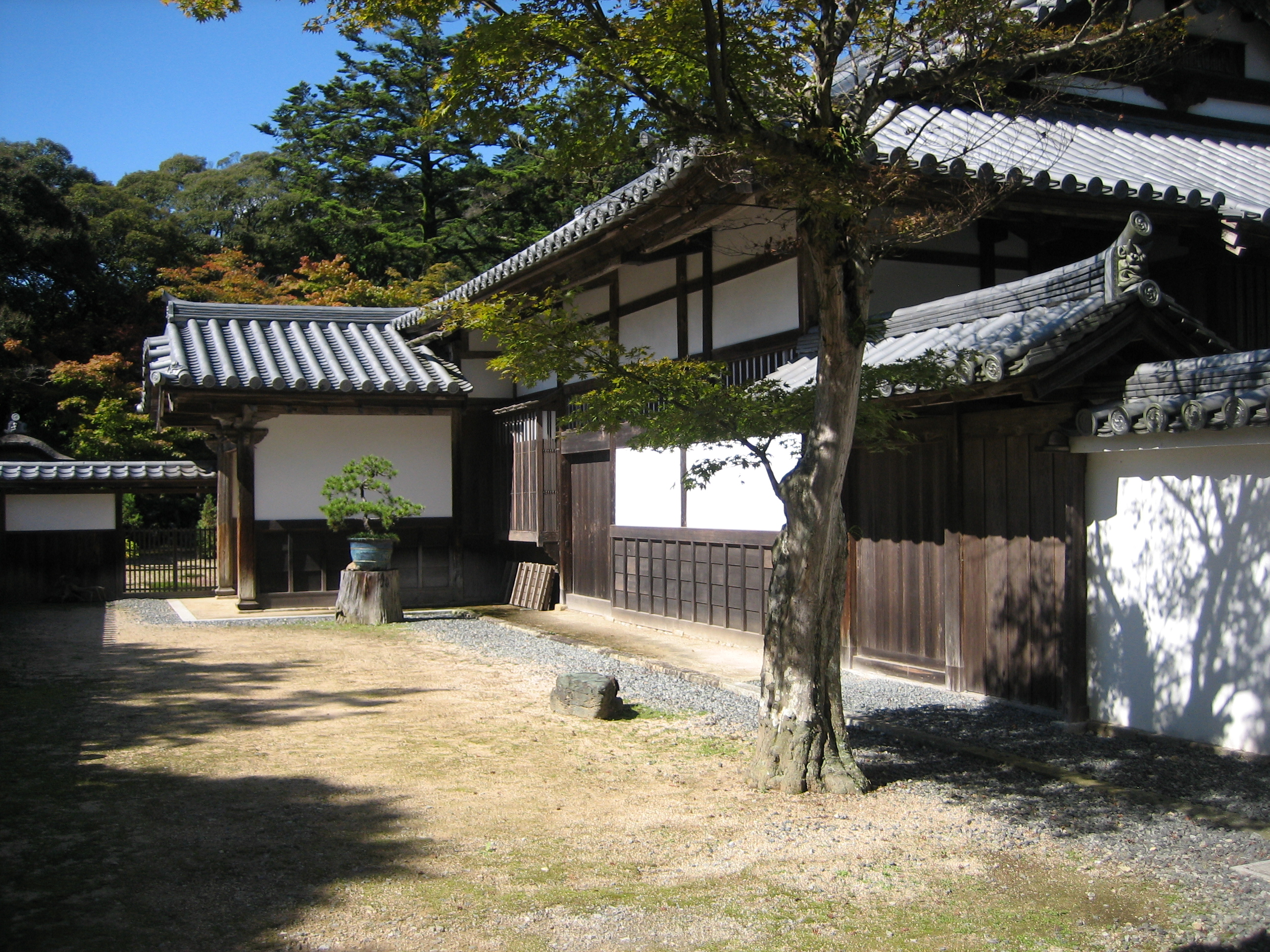
十妙院客殿および庫裏
（手前が庫裏、左奥が客殿玄関）

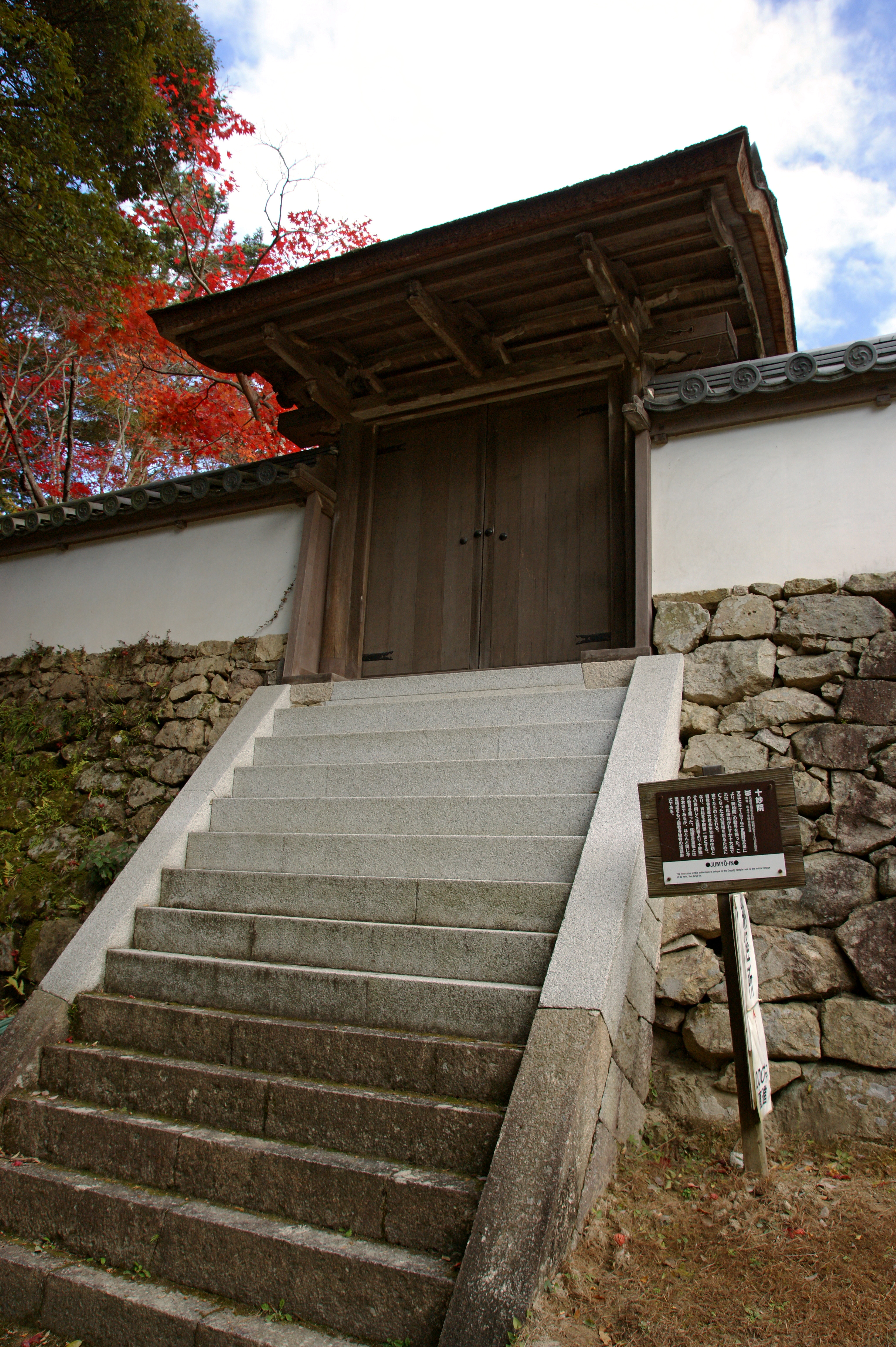
十妙院唐門

- 寿量院 - 旧・中坊院[42]。長和元年（1012年）、性空の高弟・延照が中院房として創建する。承安4年（1174年）に後白河法皇が7日間参籠している[29]。永禄元年（1558年）に長英が中興し、無量寿院と改める。天和元年（1681年）に永尚が再興し、寿量院と改めた。
  - 庫裏（重要文化財） - 貞享5年（1688年）再建。
  - 客殿（重要文化財） - 貞享5年（1688年）再建。本尊・阿弥陀如来。1966年（昭和41年）- 1967年（昭和42年）に解体修理された[41]。
  - 玄関
  - 庭園
  - 中門
  - 土塀（重要文化財）
  - 棟門（重要文化財） - 貞享5年（1688年）頃再建。
- 十妙院
  - 庫裏（重要文化財） - 元禄4年（1691年）再建。
  - 客殿（重要文化財） - 元禄4年（1691年）再建[119]。本尊・千手観音立像、脇侍は勝軍地蔵・毘沙門天。狩野永納襖絵[120]。1995年（平成7年）に解体修理が完了した[119]。
  - 庭園
  - 唐門（重要文化財） - 享保9年（1724年）建立。
  - 土塀（重要文化財）
  - 表門（重要文化財） - 享保9年（1724年）頃再建。
- 妙光院 - 本尊・阿弥陀如来坐像[121]。
- 瑞光院 - 本尊・如意輪観音[122]。
- 仙岳院 - 本尊・金剛界大日如来。ほかに地蔵菩薩、観世音菩薩、不動明王、性空上人像を安置。山崎雲山襖絵。
- 十地院 - 本尊・阿弥陀如来。

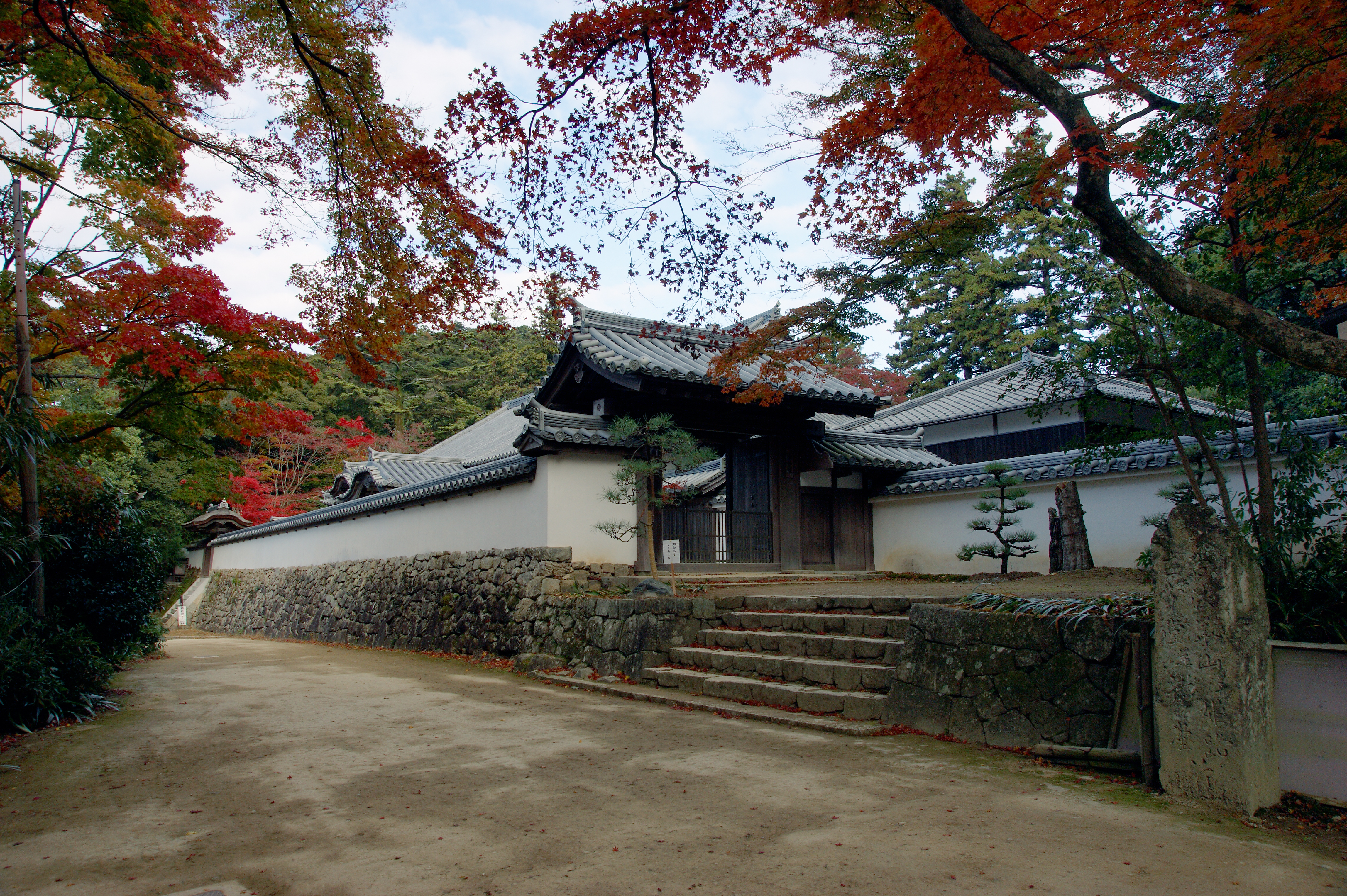
十妙院
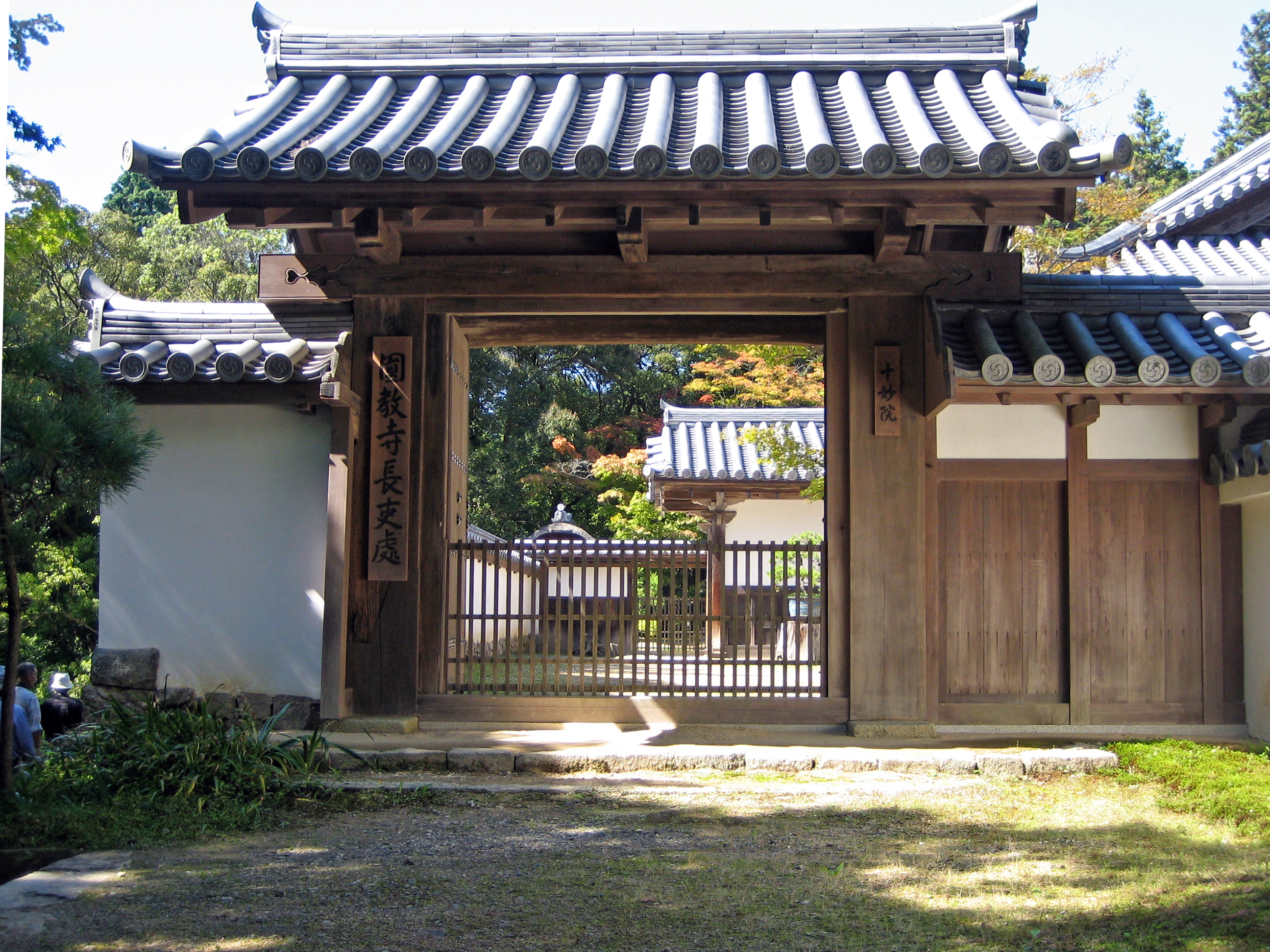
十妙院表門
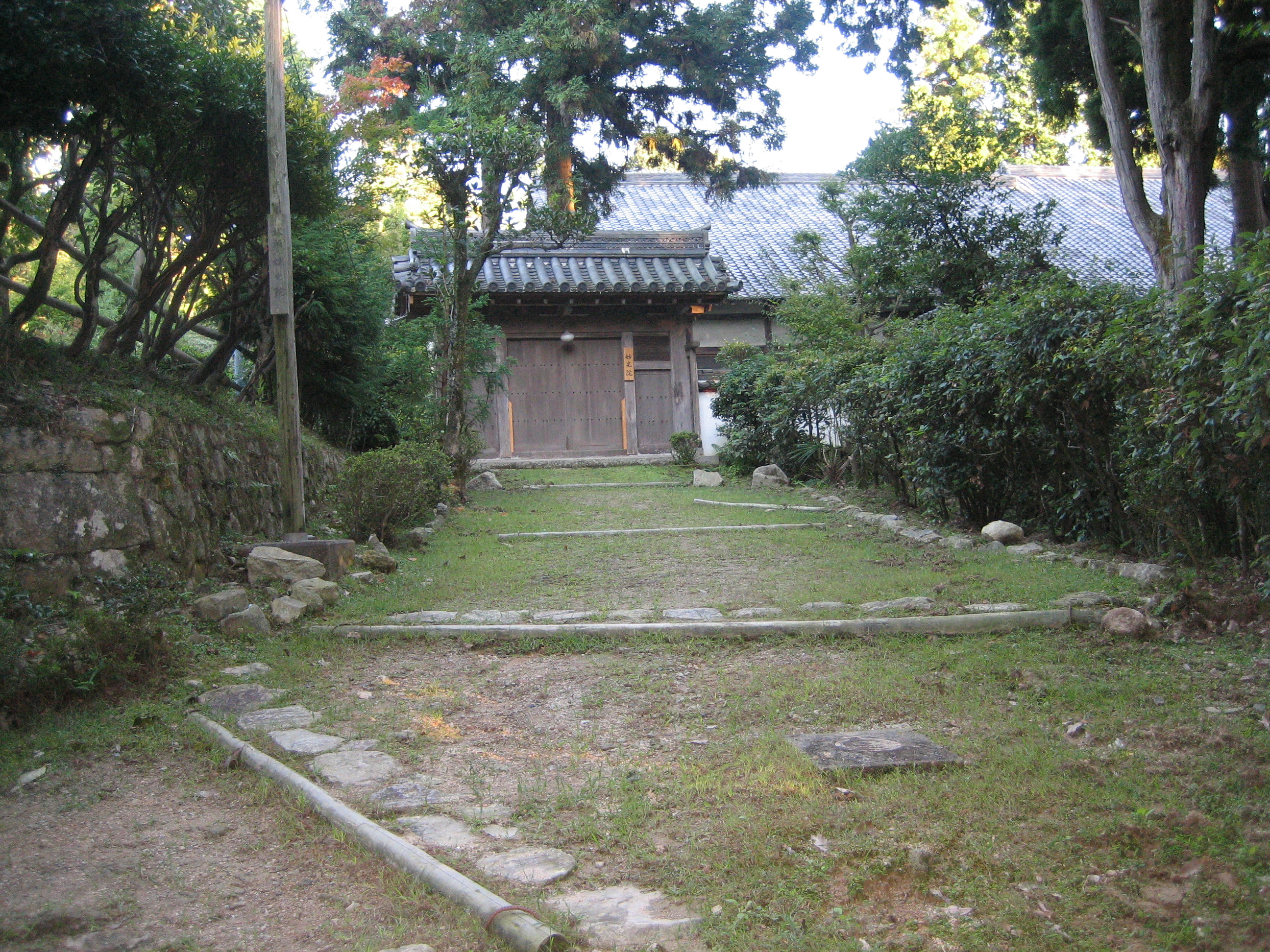
妙光院
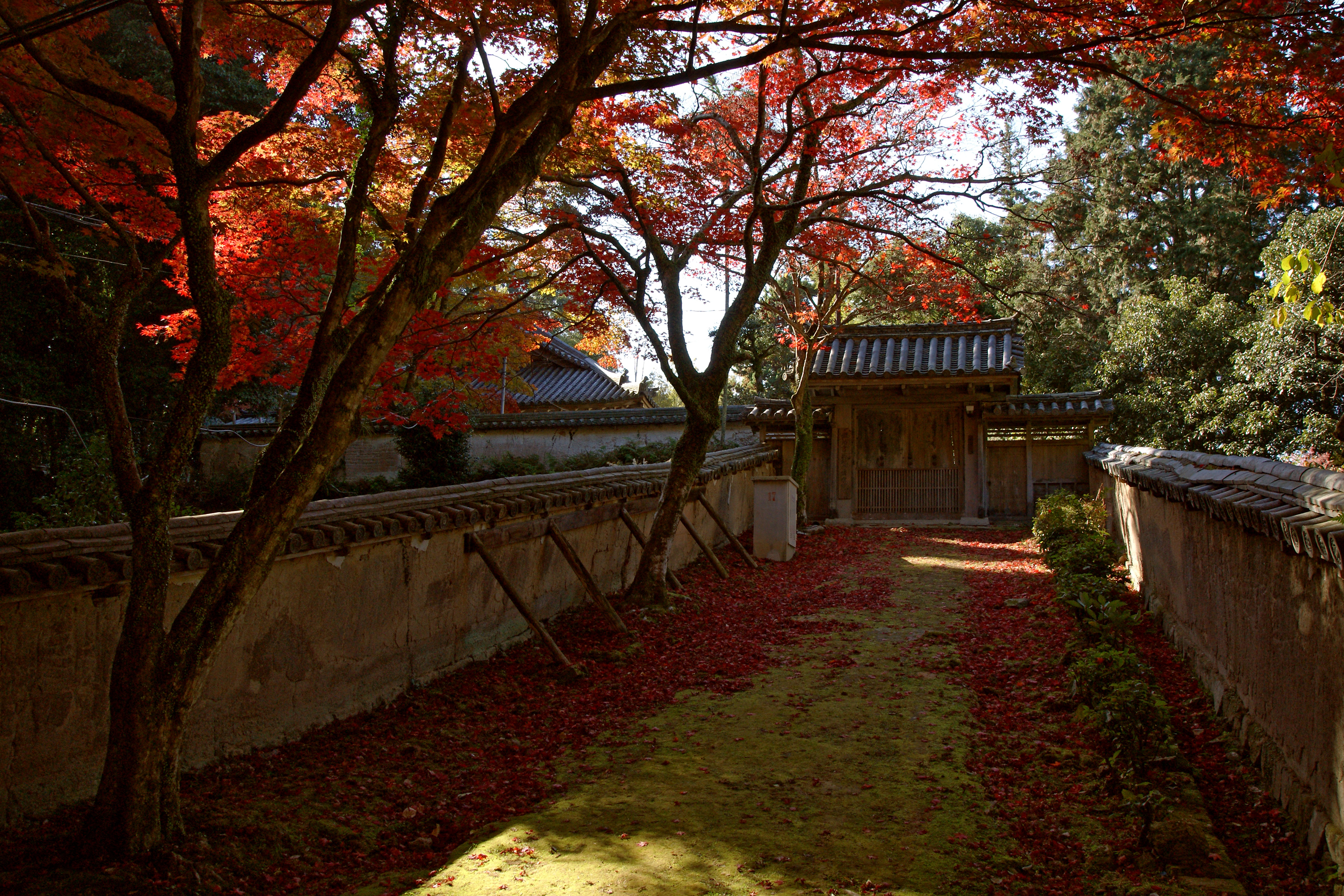
瑞光院

### 墓所

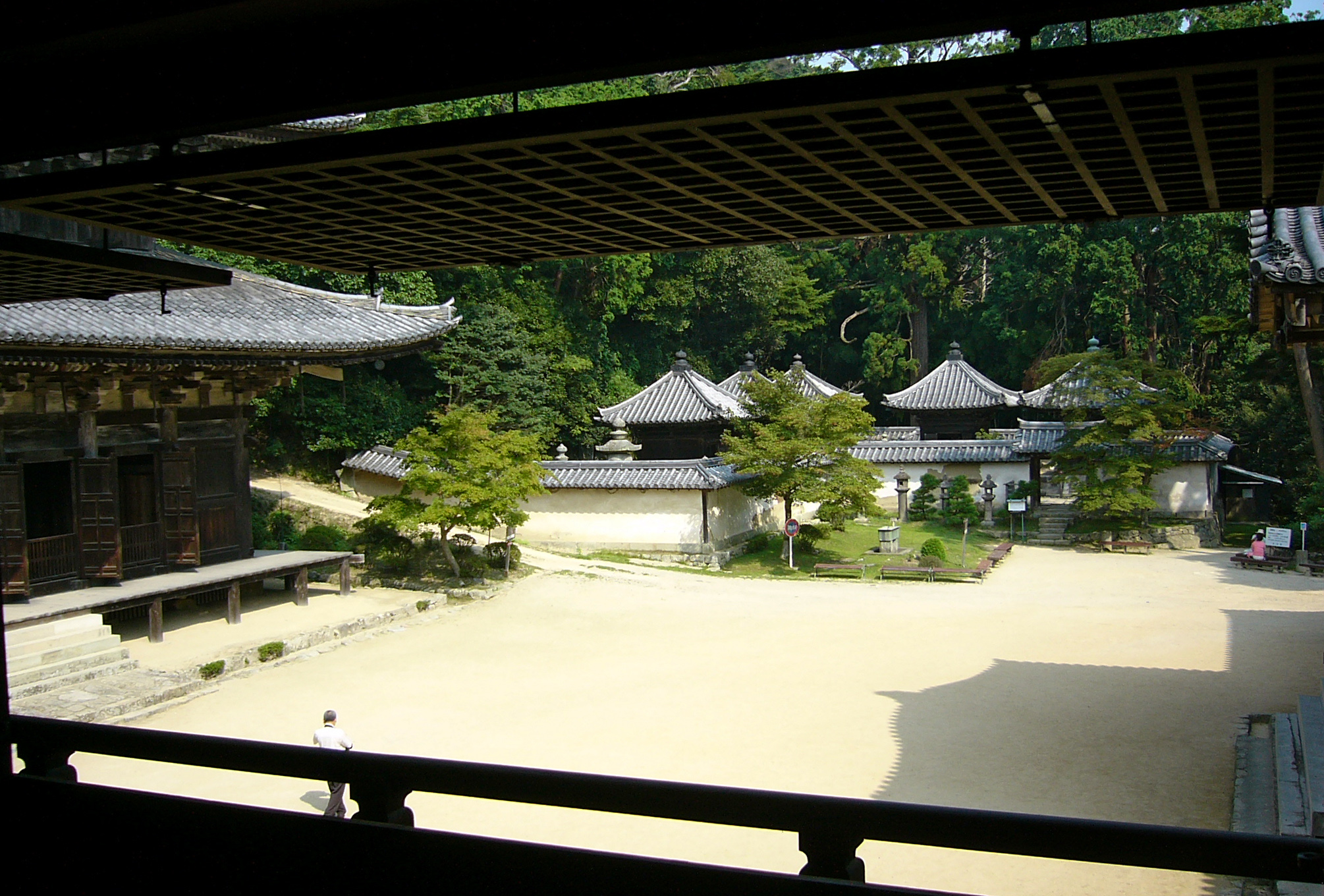
本多家廟所（正面奥）

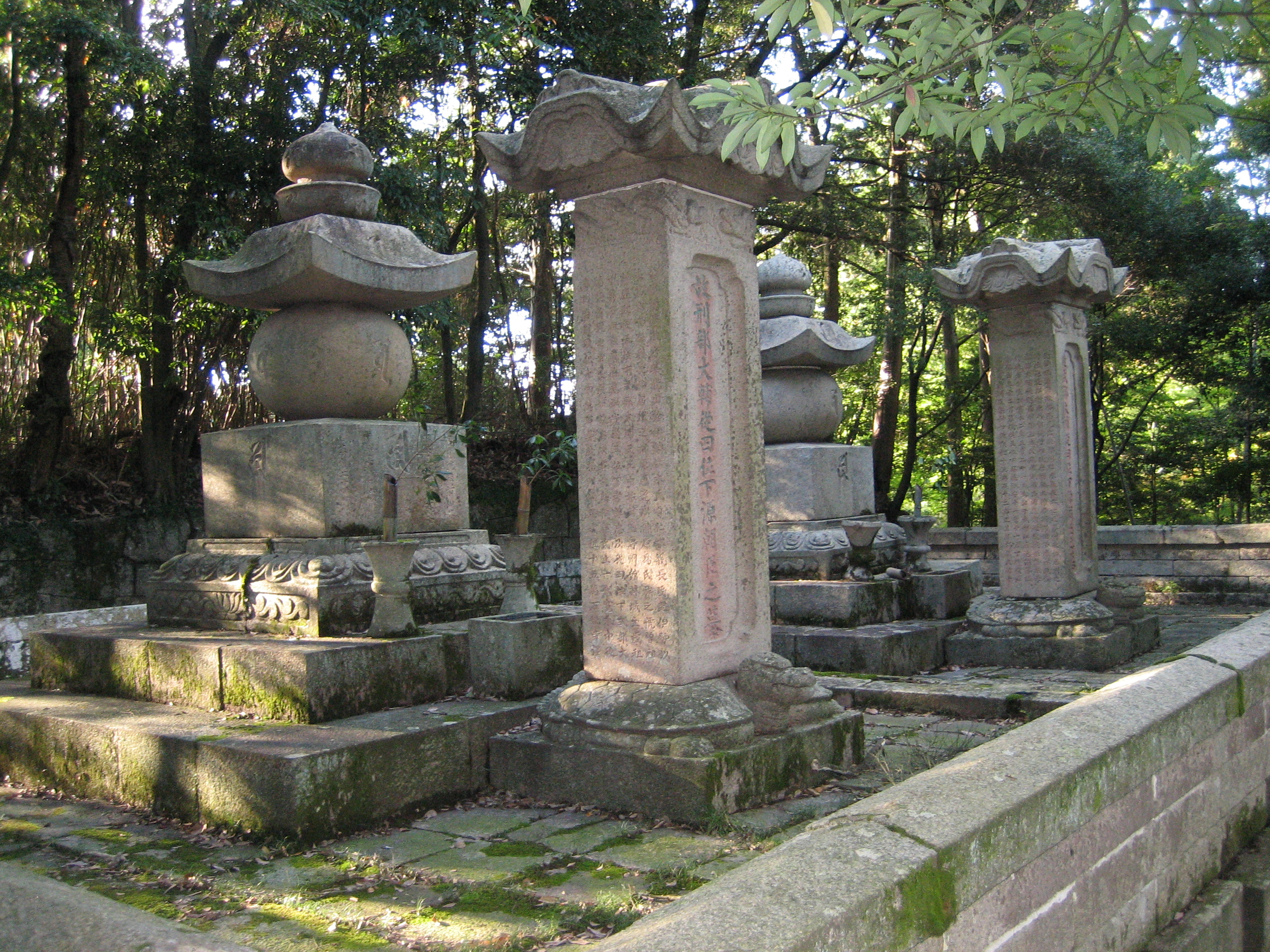
榊原家廟所

- 山上には、歴代の僧侶の墓地が三十数カ所点在する。僧侶名は判読できないものを除き調査がされている。
- 本多家廟所 - 姫路城主3人を含む本多家の墓所である[123]。大講堂東側、塀で囲まれた一画に5棟の宝形造（方形造）、本瓦葺、方2間の堂が建ち、それぞれ本多忠勝、忠政、政朝、政長、忠国の墓碑である五輪塔を安置する[66][123]。うち、忠政、政朝、忠国が城主となった[124]。寛永3年（1626年）に建立された忠勝の廟堂の西隣にある2基の五輪塔は、千姫の婿・本多忠刻とその子の幸千代の墓である[125]。忠刻は姫路藩主・本多忠政の長男であるが、藩主にならずに早世したため、堂は建てられていない[124]。忠刻の塔の背後には、忠刻に殉死した宮本三木之助[8]と岩原牛之助、および三木之助に殉死した宮田角兵衛の墓がある[8]。また、政朝の廟堂内には、政朝に殉死した大谷三兵衛政明の墓がある。この廟所は日曜・祝日のみ開門する[52]。本多家以前、この場所には元徳3年・元弘元年（1331年）の焼失まで、五重塔が建っていた。
  - 本多忠勝廟屋（兵庫県指定有形文化財） - 寛永3年（1626年）建立。
  - 本多忠刻の墓
  - 本多幸千代の墓
  - 宮本三木之助の墓
  - 岩原牛之助の墓
  - 宮田角兵衛の墓
  - 本多忠政廟屋（兵庫県指定有形文化財） - 寛永8年（1631年）建立。
  - 本多政朝廟屋（兵庫県指定有形文化財） - 寛永15年（1638年）建立。
  - 大谷三兵衛政明の墓
  - 本多政長廟屋（兵庫県指定有形文化財） - 貞享2年（1685年）建立。
  - 本多忠国廟屋（兵庫県指定有形文化財） - 宝永元年（1704年）建立。
- 榊原家廟所 - 鐘楼の近くの石垣上にある。榊原氏は前後2回にわたり姫路藩主となったが、そのうち榊原政房と政祐の墓塔がここにある。廟所は榊原政岑により建立されたが、越後国高田藩へ転封のため政岑の墓はない[125]。
  - 榊原政房の墓
  - 榊原政祐の墓
- 松平家廟所（大和霊廟） - 鐘楼近くの一段低くなった土地にある。徳川家康の孫にあたる松平直基の墓塔がある。直基は山形から移封先の姫路へ赴く途上に没し、子の松平直矩がその分骨を納めた[125]。
  - 松平直基の墓

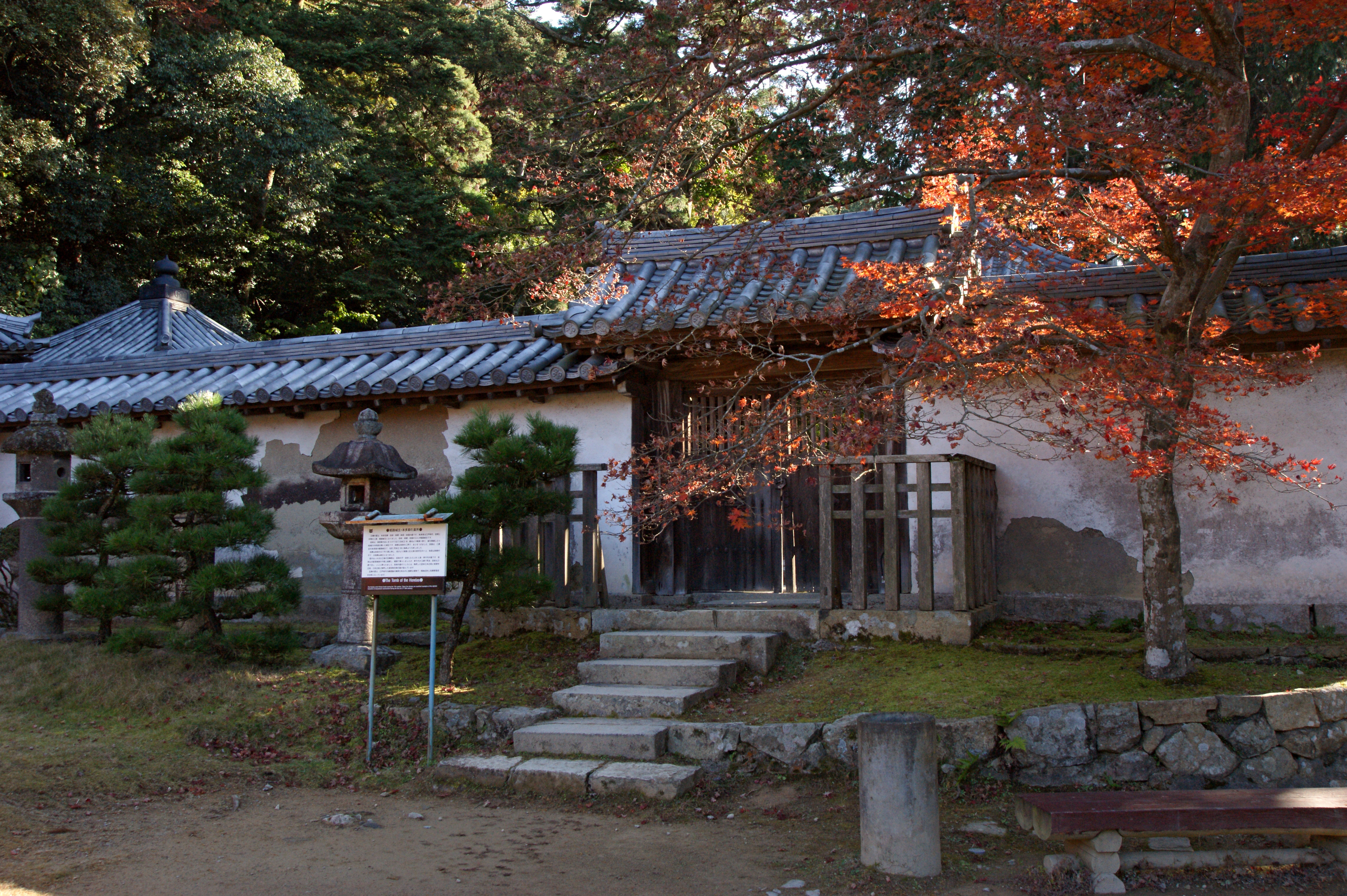
本多家廟所
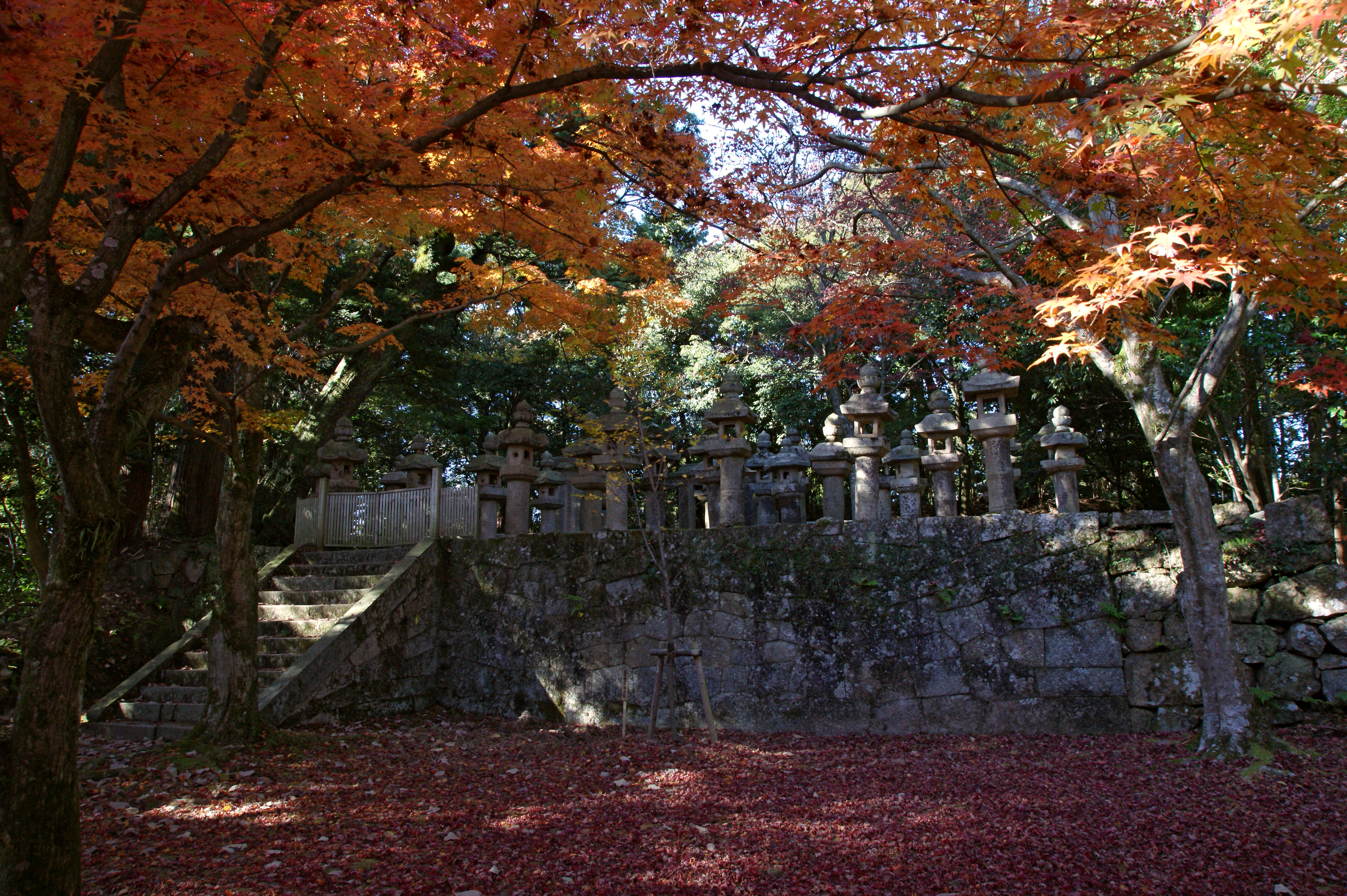
榊原家廟所
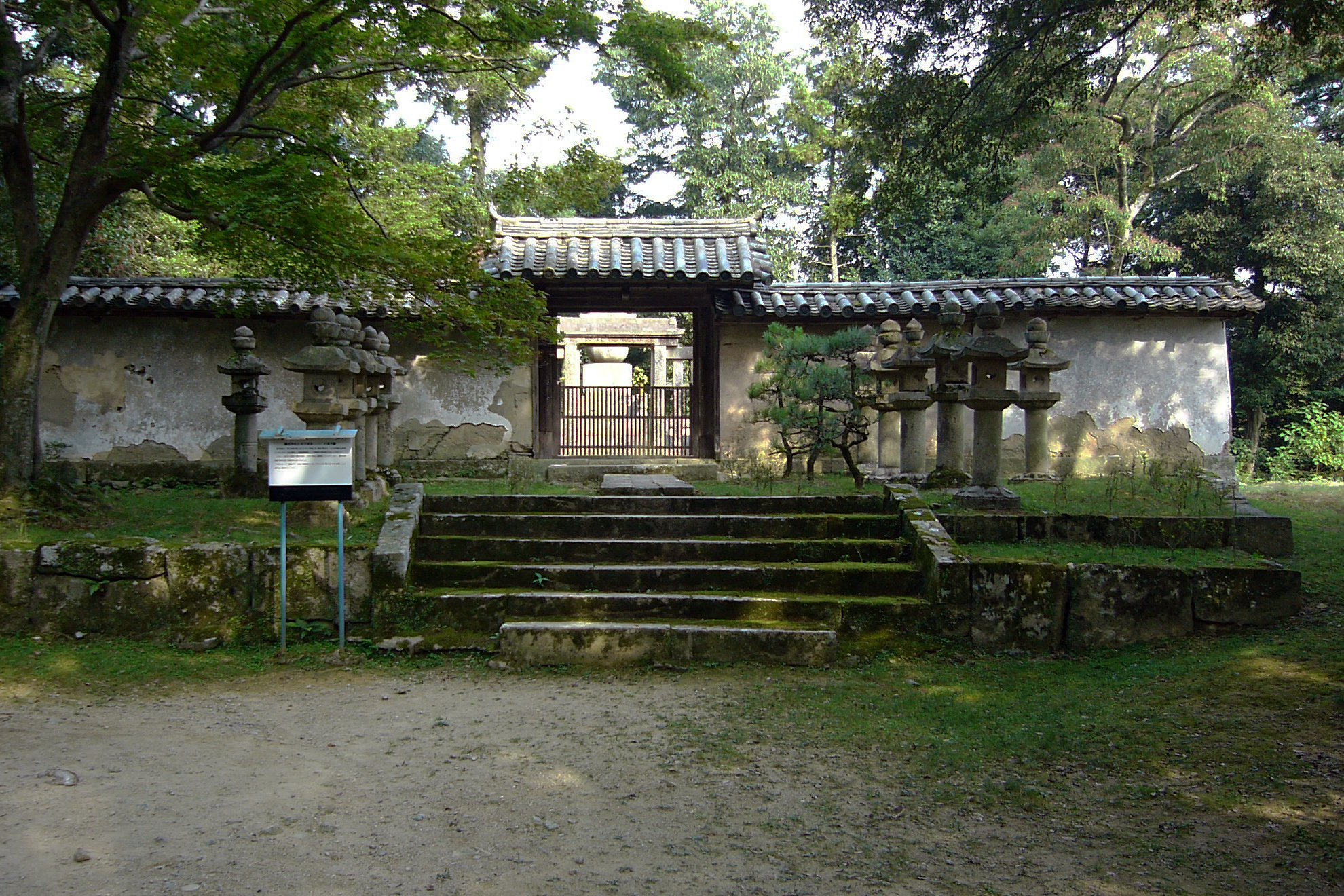
松平大和廟

## 文化財

### 重要文化財
- 大講堂 - 1913年（大正2年）4月14日指定。
- 鐘楼 - 1913年（大正2年）4月14日指定。
- 金剛堂（附：厨子1基） - 1913年（大正2年）4月14日指定（厨子は1955年6月22日追加指定）。
- 食堂 - 1955年（昭和30年）6月22日指定。
- 常行堂（附：棟札1枚） - 1955年（昭和30年）6月22日指定。
- 奥之院（以下の4棟）[注 1]
  - 開山堂（附：宮殿1基、棟札3枚、柱敷板1枚）- 2014年（平成26年）1月27日指定[126]。
  - 護法堂（乙天社及び若天社）2棟（附：厨子2基、棟札5枚、鳥居2基） - 1955年（昭和30年）6月22日指定（棟札5枚のうち1枚と鳥居2基は2014年1月27日追加指定）[126]。
  - 護法堂拝殿（附：棟札2枚） - 2014年（平成26年）1月27日指定[126]。
- 摩尼殿（附：棟札1枚、図面48枚） - 2024年（令和6年）1月19日指定[127][128]。
- 十妙院（以下の2棟）
  - 客殿及び庫裏 - 2014年（平成26年）1月27日指定[129]。
  - 唐門 - 2014年（平成26年）1月27日指定[129]。
  - （附：表門、土塀） - 2014年（平成26年）1月27日指定[129]。
- 寿量院（以下の2棟）
  - 客殿及び庫裏 - 1956年（昭和31年）6月28日指定。
  - 棟門（附：土塀） - 2014年（平成26年）1月27日指定[126]。

十妙院と寿量院の建造物はそれぞれ宗教法人十妙院、宗教法人寿量院の所有。
- 木造釈迦如来及両脇文殊菩薩普賢菩薩像（大講堂安置） - 1923年（大正12年）3月28日指定。性空上人の資感和(かんな)上人の作。
- 木造四天王立像（大講堂安置） - 1923年（大正12年）3月28日指定。性空上人の資感和(かんな)上人の作。
- 木造阿弥陀如来坐像（常行堂本尊） - 1995年（平成7年）6月15日指定。性空上人の資安鎮行者の作。
- 木造性空坐像（開山堂安置） - 2009年（平成21年）7月10日指定[131]。京佛子慶快上人作。

典拠：2000年までの指定物件については『国宝・重要文化財大全 別巻』（所有者別総合目録・名称総索引・統計資料）（毎日新聞社、2000）による。

### 国の史跡
- 境内 - 1934年（昭和9年）3月13日指定[132]。

### 兵庫県指定有形文化財
- 仁王門 - 1968年（昭和43年）3月29日指定[50][64]。
- 薬師堂 - 1965年（昭和40年）3月16日指定[50][64]。
- 本多家廟屋 5棟 - 1970年（昭和45年）3月30日指定[64][66]。
- 石造笠塔婆 - 1961年（昭和36年）5月12日指定[64]。
- 銅鐘 - 1964年（昭和39年）3月9日指定[64][94]。
- 木造金剛薩埵坐像 - 1969年（昭和44年）3月25日指定[64][80]。大佛子康俊作。
- 如意輪観音坐像 - 2008年（平成20年）3月21日指定[64]。1933年（昭和8年）5月、石本暁曠(暁海)作。
- 木造性空上人坐像 - 2008年（平成20年）3月21日指定[64]。

### 姫路市指定有形文化財
- 愛宕社本殿 - 2013年（平成25年）1月16日指定[61]。
- 六角坂石造笠塔婆
- 木造金剛力士像（仁王門安置） - 1989年（平成元年）2月28日指定[51]。

### 姫路市指定無形民俗文化財
- 鬼追い会式 - 2002年（平成14年）8月28日指定[133]。

## 行事
※いずれも開始時間、受付等については要確認。ほとんどの行事に参列できる（要問合せ）。100近くの年中行事がある。
- 新春夢の書-元朝午前零時。住職が新しい一年にむけて、目標となる文字を揮毫する。
- 諸堂拝礼国禱会 - 1月1日10:00[134][135]。摩尼殿・開山堂・諸堂。
- 新春護摩供－1月1日0:00　14:00。2日10:00　14:00。　3日10:00　14:00。御祈祷札、護摩木を受付有り。
- 修正会（鬼追い会式） - 1月18日13:00 - 15:00、初観音縁日。年に一度のご開帳日。市指定無形文化財。性空上人遷化後始められた。白山権現・摩尼殿[134]。一般に赤鬼・青鬼といわれるが、性空を守護した護法童子であり、赤鬼は若天、青鬼は乙天である[135]。1921年（大正10年）の摩尼殿の焼失とともに什物（じゅうもつ）などすべてが失われたため、現在、使用される鬼面の原型作者は高村光雲、六角紫水が乾漆で作成したもので、1923年（大正12年）に奉納された[65]。
- 星祭・節分会 - 2月3日。摩尼殿[134][135]。13:00如意輪加星供と護摩供が修法される。14:00から年男による豆まきが行われる。約8,000個の袋入りの福豆がまかれる。授与物多い。厄除けの祈祷札を受付有り。
- 花山法皇御忌 - 2月8日10:00。大講堂[134]。花山法皇命日（寛弘5年（1008年） 2月8日〈旧暦〉）の報恩法要。
- 涅槃会（ねはんえ） - 2月15日10:00。摩尼殿[134]。釈迦入滅（旧暦 2月15日）の法要。涅槃図（室町時代末期）を掛け、遺教経（ゆいきょうぎょう）を読誦する[135]。
- 法華経不断読誦会 - 3月6日正午から9日正午まで72時間交代で法華経を読む。開山堂[134]。明治以降中断、1997年（平成9年）復興。6日正午より性空上人厨子ご開帳～10日まで。
- 胎蔵界曼荼羅供（たいぞうかいまんだらく） - 3月10日13:00。開山堂。性空命日（寛弘4年（1007年） 3月10日〈旧暦〉）の法要[136]。
- 彼岸中日施餓鬼会 - 3月春分の日13:00。[135]。摩尼殿[134]。光明供施餓鬼法要。回向塔婆受付有り。
- 開山性空上人忌 - 4月10日。開山堂13:00[134]。性空命日（新暦4月10日）の法要[135]。
- 仏生会（ぶっしょうえ）・花まつり - 5月8日。摩尼殿[134]。別名・灌仏会（かんぶつえ）[135]。新仏回向塔婆受付有り。
- 勧学会（かんがくえ） - 5月28日9:30。護法堂拝殿[134]。法華経の問答が行われる[135]。法華八講、論議法要。
- 山家会（さんげえ） - 6月4日10:00。摩尼殿。天台宗の宗祖・最澄命日（弘仁13年（822年） 6月4日〈旧暦〉）の報恩法要[134][135]。
- 四万六千会 - 8月9日13:00。摩尼殿。この日の参詣は4万6000回参詣した功徳があるといわれる[134][135]。光明供施餓鬼法要、盂蘭盆会法要。回向塔婆受付有り。
- 彼岸中日施餓鬼会 - 9月秋分の日13:00。[135]。摩尼殿[134]。光明供施餓鬼法要。回向塔婆受付有り。
- 天台会 - 11月24日10:00。摩尼殿[134]。天台大師の追恩法要[135]。
- 成道会（じょうどうえ） - 12月8日10:00。摩尼殿[134]。釈迦が悟りを開いた日（旧暦12月8日）の記念法要[135]。
- 三千仏名会礼拝行 - 12月14-16日。大講堂[134]。14日・過去仏、15日・現在仏、16日・未来仏、それぞれ1,000の仏名を唱え礼拝する[135]。一般参加可能。9:30 - 15:30あたり。
- 諸堂回向・除夜 - 12月31日。諸堂[134][135]。除夜の鐘は先着108名に証明書授与物がある。
- 毎月10日10:00、御廟講(開山堂)、性空上人の月命日。懺法講(法華堂)。
- 毎月18日10:00、観音講、永代回向講。回向塔婆の受付有り。
- 毎月24日、子育水子地蔵講。
- 毎月28日13:00、不動尊護摩供。祈祷札、護摩木の受付有り。
- 奇数月16日10:00、大般若経六百巻転読会。正月のみ祈祷札受付有り。いずれも法要後理趣分による厄除け祈祷が受けられる。
- 宇賀辯財天浴酒供 - 14:00、60日ごとにおとずれる己巳の日に行われる。年に6回。9月己巳の日は「巳成金大祭」。宇賀神に浴酒する。祈祷札の受付有り。12月には、辯天行者による一週間の断食行で二十一座の浴酒供が行われる。

## 御詠歌
- 西国第27番

はるばると 登れば 書写の山おろし 松の響きも 御法（みのり）なるらむ
- 播磨西国第1番

何ごとも こころにかなう 山なれば これも 仏の えんぎょうじかな

## 前後の札所
西国三十三所
26 一乗寺　-　27 圓教寺　-　28 成相寺
播磨西国三十三箇所
1 圓教寺　-　2 性海寺
播州薬師霊場
15 随願寺　-　16 圓教寺　-　17 圓明寺
播磨天台六山
書寫山圓教寺 - 増位山随願寺 - 八徳山八葉寺 - 文殊山神積寺 - 蓬萊山普光寺 - 法華山一乗寺
神仏霊場巡拝の道
74 廣峯神社　-　75 圓教寺　-　76 赤穂大石神社

## アクセス
- JR山陽新幹線・山陽本線・播但線・姫新線 姫路駅下車

神姫バスが姫路駅北口 - 書写山ロープウェイ、書写山ロープウェイが山麓駅-山上駅を連絡している。書写山ロープウェイ山上駅から圓教寺摩尼殿までは徒歩か有料送迎マイクロバス。書写山ロープウェイは2月頃に点検のために運休するので冬期は確認が必要。この期間中は書写山ロープウェイ山麓駅で特設納経所が設けられ、御朱印の受付ができる。
神姫バス
姫路駅北口から神姫バス8系統で、終点「書写山ロープウェイ-書寫山圓教寺山麓」まで所要約28分。バス停からロープウェイ山麓駅まで徒歩すぐ。
神姫バス駅前ターミナルで、バス＋ロープウェイ（何れも往復）割引セット券を取り扱っている。
書写山ロープウェイ
山麓駅で書写山ロープウェイ乗車、山上駅まで所要約4分。山上駅から徒歩。 摩尼殿までは有料送迎マイクロバスあり。
- 乗車料金 - 大人往復1,200円（片道700円）、小人往復600円（片道350円）。
- 団体料金 - 15名様以上一般団体1割引、学生団体2割引。100名様以上一般2割引、学生3割引。300名様以上一般3割引、学生4割引。
- 始発時間 - 年間を通じて8:30。毎時00、15、30、45分の15分ごとに運転。定員60名。
- 下り便最終時間
  - 4月1日から10月10日は、平日18:00、日曜日・祝日19:00。
  - 10月11日から11月30日は、平日17:00、日曜日・祝日18:00。
  - 12月1日から2月末日は、全日17:00が最終。
  - 3月1日から3月31日は、すべて18:00。

### 自動車
カーナビゲーションでは、「書写の里美術工芸館」で検索。無料駐車場あり。圓教寺の電話番号では徒歩登山道に入り込んでしまう。また書写山ロープウェイの番号では山陽自動車道の本線上が到着点になることがあるので要注意。最寄りのインターチェンジは、中国縦貫自動車道「夢前スマートインター」(ETC装着車のみ)。山陽自動車道「山陽姫路西IC」。市内の道路標識では「書写山」のみが多い。
- 姫路城から、北西に約6km[6]。

### 参道
徒歩で登る場合、主に次の6つの参道がある。いずれも山麓の起点は神姫バス停留所が近いが本数は少ない。
- 東坂 (ひがしざか) 参道 - 東坂13丁目付近は、弁慶が長刀を研いだという伝承により「砥石坂（といしざか）」と称される[42]。書写山の山上駅付近は東坂13丁目。仁王門まで山麓から全18丁[42]、約1.1 km。主となる登山ルート。近畿自然歩道の一部[44]。岩場が多く、全体に急峻。東坂本の如意輪寺（旧・女人堂）が起点。
- 西坂 (にしざか) 参道 - 兵庫県立大学姫路工学キャンパスに近い西坂本の日吉神社、旧・観音寺（現・安養寺）が登山の起点。6つの参道のうち最も傾斜がきついが、関係者の自動車が通行できるよう整備されており、特に急な部分はコンクリート舗装されている。日吉神社横に7台分の参詣者用駐車場がある。丁石は塔頭・十妙院前が1丁目の起点で、山麓の旧・観音寺が18丁目。旧・観音寺は女人堂の役目を持っていた。
- 置塩坂 (おしおざか) 参道 - 比較的ゆるやかで整備されている。途中に磨岩仏などが多い。西国第28番の成相寺へ向かう巡礼道。別名・なりあい道、丹後道とも。摩尼殿に直通している。「おしお」「おしほ」「おじお」は文書には「小塩」とも。
- 六角坂 (ろっかくざか) 参道 - 六角村が起点。谷川沿いに参道が続く。あまり整備されていない自然道。摩尼殿に直通している。
- 刀出坂 (かたなでざか) 参道 - 近畿自然歩道は、東坂参道から境内を経て、刀出坂を通って刀出村へと通じ、龍野へ向かう。
- 鯰尾坂 (ねんびざか) 参道 - 新在家から開山堂まで約3 km。もっとも緩やかで長い。彌勒寺（弥勒寺）参詣道。
- このほか西坂参道と六角参道をつなぐルート、西坂参道妙覺院墓地から六角参道へ合流するルート。仁王門から置塩坂へ入るルート。摩尼殿上から如意ヶ滝へ下る「滝道」ルート。鯰尾坂から分岐して辯天堂、行者堂へ至るルートなどがある。

## 拝観料
中学生以上1人志納金500円、小学生300円。拝観志納金に送迎マイクロバスサービスを含んだ特別志納金中学生以上1,000円、小学生500円。

## 周辺
- 姫路市書写の里・美術工芸館

## その他
- 1991年（平成3年）、日本のアマチュア天文家らが火星と木星の間にある小惑星を発見し、2014年（平成26年）4月に「円教寺（Engyoji）」と命名したものが国際天文学連合に登録された[137]。